# Baumwanzen
Baumwanzen (Pentatomidae) sind eine Familie der Wanzen (Heteroptera). Sie kommen weltweit mit etwa 6000 Arten vor und zählen damit zu den artenreichsten Familien dieser Insektengruppe. In Europa sind 187 Arten vertreten, von denen etwa 70 in Mitteleuropa vorkommen.

## Merkmale
Die Baumwanzen haben einen etwas plumpen Körperbau. Von oben gesehen ist der Körper meist schildförmig. Das auffälligste Merkmal ist das vergrößerte Schildchen (Scutellum), das den ganzen Hinterleib bedecken kann. Einige Arten sind lebhaft bunt, beispielsweise sind die Vertreter der Gattung Graphosoma auffällig schwarz-rot längs gestreift. Viele Arten sind je nach Jahreszeit verschieden gefärbt. Die Fühler haben fünf, die Tarsen drei Glieder. Baumwanzen haben gut entwickelte Flügel und können gut fliegen. Ferner haben etliche Arten Stinkdrüsen, mit denen sie übel riechende und zum Teil toxisch wirkende Substanzen absondern können, womit Angreifer oder Beutetiere betäubt werden.

## Lebensweise
Die meisten Arten ernähren sich von Pflanzensäften, die sie aufsaugen. Unter ihnen gibt es einige Arten, die bei großem Auftreten in der Landwirtschaft Schäden anrichten können, wie z. B. die Getreidewanze (Aelia acuminata) und die Kohlwanze (Eurydema oleracea). Sie sind auch sehr widerstandsfähig gegenüber manchen Pestiziden. Es gibt aber auch räuberisch lebende Arten, wie zum Beispiel Stiretrus anchorago, die als Nützlinge gelten, da sie sich von zahlreichen Schädlingen ernähren. 

## Entwicklung
Die Weibchen legen ihre Eier meist in kleinen Gruppen auf den Futterpflanzen ab. Die daraus schlüpfenden Larven leben meist gesellig, wobei sie durch Aggregationspheromone beieinander bleiben. Wenn die Tiere Gefahr wittern, sondern sie Alarmpheromone aus, durch die sich die Gruppe zerstreut. Sie durchlaufen fünf Larvenstadien. In Europa überwintern sie überwiegend im Erwachsenenstadium.

## Galerie

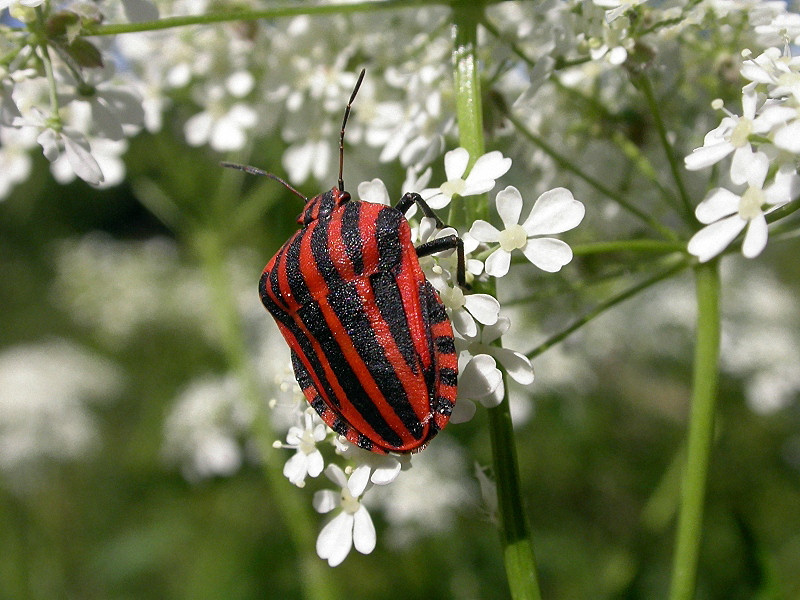
Streifenwanze (Graphosoma italicum)
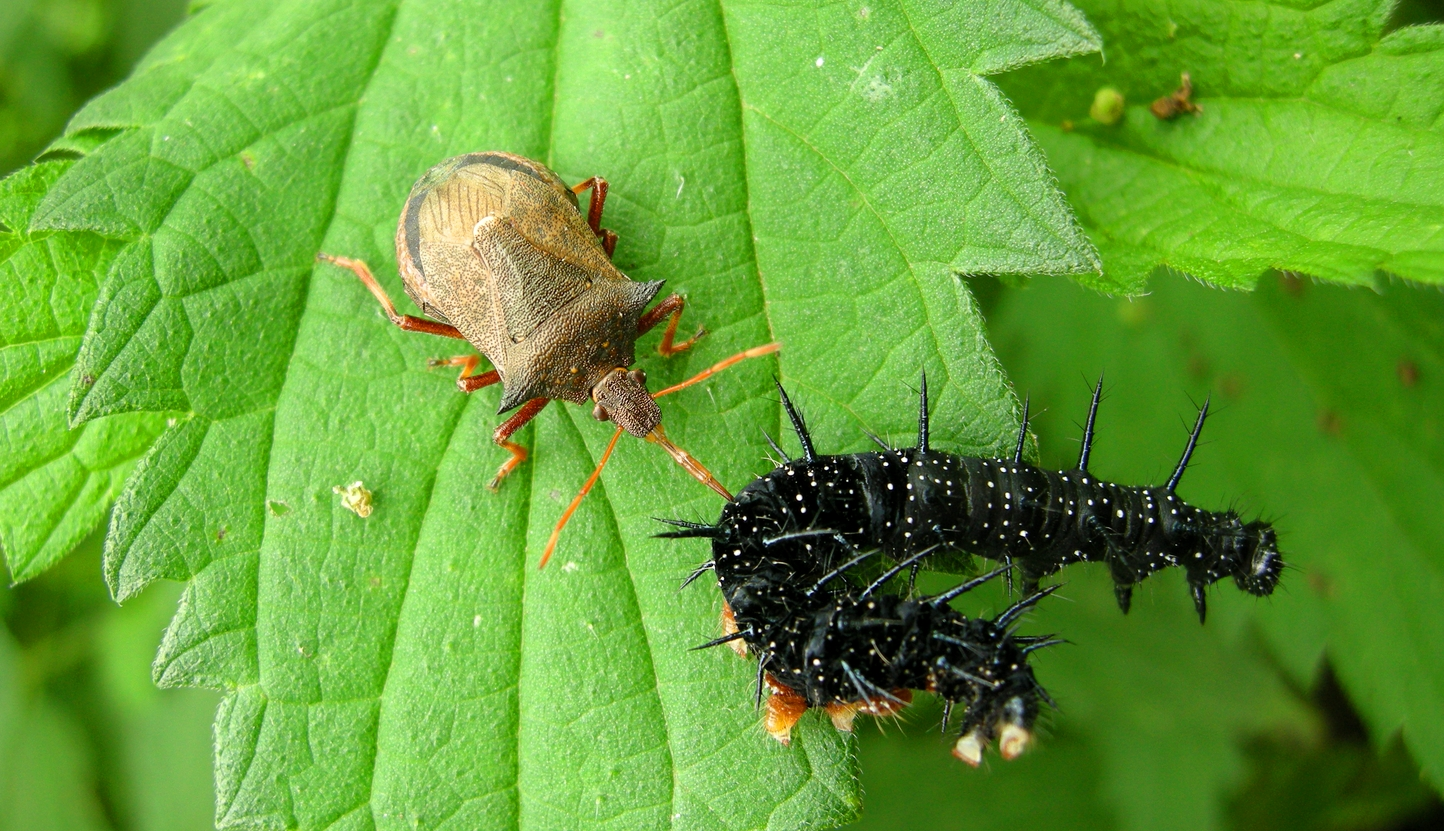
Picromerus bidens saugt an der Raupe eines Tagpfauenauges
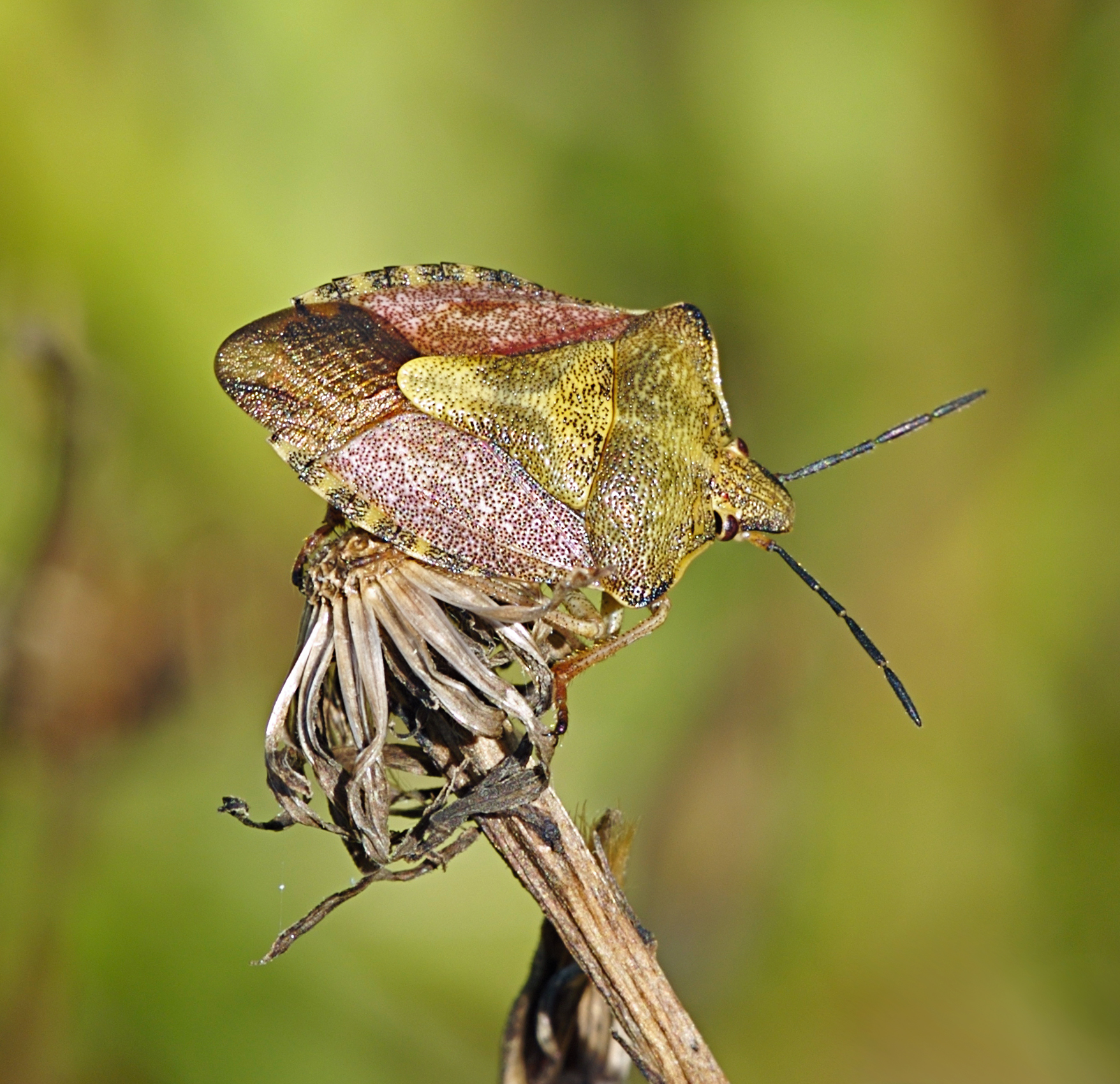
Carpocoris purpureipennis
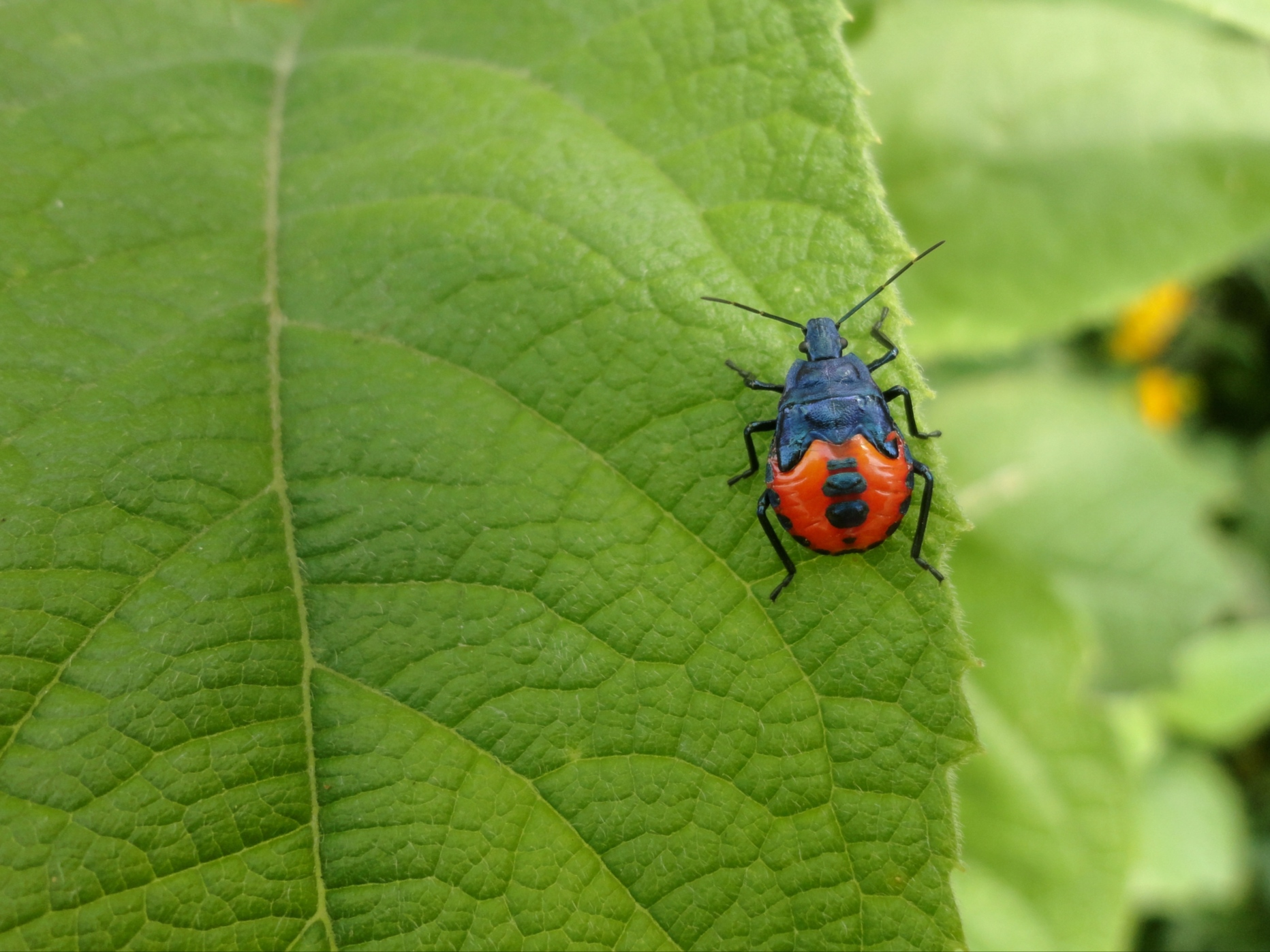
Euthyrhynchus floridanus, Nymphe

## Systematik
Die Baumwanzen sind in folgende Unterfamilien gegliedert:
- Aphylinae Bergroth, 1906
- Asopinae Spinola, 1850
- Cyrtocorinae Distant, 1880
- Discocephalinae Fieber, 1860
- Edessinae Amyot & Serville, 1843
- Pentatominae Leach, 1815
- Phyllocephalinae Amyot & Serville, 1843
- Podopinae Amyot & Serville, 1843
- Serbaninae* Leston, 1953
- Stirotarsinae Rider, 2000

*: Die Unterfamilie Serbaninae wird von manchen Autoren den Phloeidae zugerechnet.

## Arten (Europa)
- Acrosternum arabicum Wagner, 1959
- Acrosternum heegeri Fieber, 1861
- Acrosternum malickyi Josifov & Heiss, 1989
- Acrosternum millierei (Mulsant & Rey, 1866)
- Acrosternum rubescens (Noualhier, 1893)
- Aelia acuminata (Linnaeus, 1758) – Getreidewanze oder Spitzling
- Aelia albovittata Fieber, 1868
- Aelia angusta Stehlik, 1976
- Aelia cognata Fieber, 1868
- Aelia cribrosa Fieber, 1868
- Aelia furcula Fieber, 1868
- Aelia germari Kuster, 1852
- Aelia klugii Hahn, 1833
- Aelia notata Rey, 1887
- Aelia rostrata Boheman, 1852
- Aelia sibirica Reuter, 1884
- Aelia virgata (Herrich-Schäffer, 1841)
- Ancyrosoma leucogrammes (Gmelin, 1790) – Ankerwanze
- Andrallus spinidens (Fabricius, 1787)
- Antheminia absinthii (Wagner, 1952)
- Antheminia aliena (Reuter, 1891)
- Antheminia lunulata (Goeze, 1778)
- Antheminia pusio (Kolenati, 1846)
- Antheminia varicornis (Jakovlev, 1874)
- Apodiphus amygdali (Germar, 1817)
- Arma custos (Fabricius, 1794) – Waldwächter
- Arma insperata Horvath, 1899
- Asaroticus solskyi Jakovlev, 1873
- Bagrada abeillei Puton, 1881
- Bagrada confusa Horvath, 1936
- Bagrada elegans Puton, 1873
- Bagrada funerea Horvath, 1901
- Bagrada hilaris (Burmeister, 1835)
- Bagrada stolida (Herrich-Schäffer, 1839)
- Bagrada turcica Horvath, 1936
- Brachynema cinctum (Fabricius, 1775)
- Brachynema germarii (Kolenati, 1846)
- Brachynema purpureomarginatum (Rambur, 1839)
- Capnoda batesoni Jakovlev, 1889
- Carpocoris coreanus Distant, 1899
- Carpocoris fuscispinus (Boheman, 1850) – Nördliche Fruchtwanze
- Carpocoris mediterraneus Tamanini, 1958
- Carpocoris melanocerus (Mulsant & Rey, 1852)
- Carpocoris pudicus (Poda, 1761)
- Carpocoris purpureipennis (De Geer, 1773) – Purpur-Fruchtwanze
- Chlorochroa juniperina (Linnaeus, 1758)
- Chlorochroa pinicola (Mulsant & Rey, 1852) – Föhrengast
- Chlorochroa reuteriana (Kirkaldy, 1909)
- Chroantha ornatula (Herrich-Schäffer, 1842)
- Codophila varia (Fabricius, 1787)
- Crypsinus angustatus (Baerensprung, 1859)
- Derula flavoguttata Mulsant & Rey, 1856
- Dolycoris baccarum (Linnaeus, 1758) – Beerenwanze
- Dolycoris numidicus Horvath, 1908
- Dryadocoris apicalis (Herrich-Schäffer, 1842)
- Dybowskyia reticulata (Dallas, 1851)
- Dyroderes umbraculatus (Fabricius, 1775)
- Eudolycoris alluaudi (Noualhier, 1893)
- Eurydema cyanea (Fieber, 1864)
- Eurydema dominulus (Scopoli, 1763) – Zierliche Gemüsewanze
- Eurydema eckerleini Josifov, 1961
- Eurydema fieberi Schummel, 1837
- Eurydema gebleri Kolenati, 1846
- Eurydema herbacea (Herrich-Schäffer, 1833)
- Eurydema lundbaldi Lindberg, 1960
- Eurydema maracandica Oshanin, 1871
- Eurydema nana Fuente, 1971
- Eurydema oleracea (Linnaeus, 1758) – Kohlwanze
- Eurydema ornata (Linnaeus, 1758) – Schwarzrückige Gemüsewanze oder Schmuckwanze
- Eurydema rotundicollis (Dohrn, 1860)
- Eurydema rugulosa (Dohrn, 1860)
- Eurydema sea Pericart & De la Rosa, 2004
- Eurydema spectabilis Horvath, 1882
- Eurydema ventralis Kolenati, 1846
- Eysarcoris aeneus (Scopoli, 1763) – Schwieliger Dickwanst
- Eysarcoris ventralis (Westwood, 1837)
- Eysarcoris venustissimus (Schrank, 1776) – Dunkler Dickwanst
- Graphosoma italicum (Müller, 1766) – Streifenwanze
- Graphosoma interruptum White, 1839
- Graphosoma lineatum (Linnaeus, 1758)
- Graphosoma melanoxanthum Horvath, 1903
- Graphosoma semipunctatum (Fabricius, 1775) – Fleckige Streifenwanze
- Halyomorpha halys (Stål, 1855) – Marmorierte Baumwanze
- Holcogaster fibulata (Germar, 1831)
- Holcostethus albipes (Fabricius, 1781)
- Holcostethus evae Ribes, 1988
- Holcostethus sphacelatus (Fabricius, 1794) – Offener Lorch
- Jalla dumosa (Linnaeus, 1758)
- Leprosoma inconspicuum Baerensprung, 1859
- Leprosoma stali Douglas & Scott, 1868
- Leprosoma tuberculatum Jakovlev, 1874
- Mecidea lindbergi Wagner, 1954
- Mecidea pallidissima Jensen-Haarup, 1922
- Menaccarus arenicola (Scholz, 1847)
- Menaccarus deserticola Jakovlev, 1900
- Menaccarus dohrnianus (Mulsant & Rey, 1866)
- Menaccarus turolensis Fuente, 1971
- Mustha spinosula (Lefèbvre, 1831)
- Neostrachia bisignata (Walker, 1867)
- Neottiglossa bifida (A. Costa, 1847)
- Neottiglossa flavomarginata (Lucas, 1849)
- Neottiglossa leporina (Herrich-Schäffer, 1830)
- Neottiglossa lineolata (Mulsant & Rey, 1852)
- Neottiglossa pusilla (Gmelin, 1790)
- Nezara viridula (Linnaeus, 1758) – Grüne Reiswanze
- Palomena formosa Vidal, 1940
- Palomena prasina (Linnaeus, 1761) – Grüne Stinkwanze
- Palomena viridissima (Poda, 1761)
- Pentatoma rufipes (Linnaeus, 1758) – Rotbeinige Baumwanze
- Peribalus congenitus Putshkov, 1965
- Peribalus inclusus (Dohrn, 1860)
- Peribalus strictus (Fabricius, 1803)
- Perillus bioculatus (Fabricius, 1775)
- Picromerus bidens (Linnaeus, 1758) – Zweizähnige Dornwanze
- Picromerus brachypterus Ahmad & Onder, 1990
- Picromerus conformis (Herrich-Schäffer, 1841)
- Picromerus nigridens (Fabricius, 1803)
- Piezodorus lituratus (Fabricius, 1794) – Ginster-Baumwanze
- Piezodorus punctipes Puton, 1889
- Piezodorus teretipes (Stål, 1865)
- Pinthaeus sanguinipes (Fabricius, 1781)
- Podops annulicornis Jakovlev, 1877
- Podops calligerus Horvath, 1887
- Podops curvidens Costa, 1843
- Podops dilatatus Puton, 1873
- Podops inunctus (Fabricius, 1775)
- Podops rectidens Horvath, 1883
- Putonia torrida Stål, 1872
- Rhacognathus punctatus (Linnaeus, 1758)
- Rhaphigaster nebulosa (Poda, 1761) – Graue Gartenwanze
- Rubiconia intermedia (Wolff, 1811)
- Schyzops aegyptiaca (Lefèbvre, 1831)
- Sciocoris angularis Puton, 1889
- Sciocoris angusticollis Puton, 1895
- Sciocoris canariensis Lindberg, 1953
- Sciocoris conspurcatus Klug, 1845
- Sciocoris convexiusculus Puton, 1874
- Sciocoris cursitans (Fabricius, 1794)
- Sciocoris deltocephalus Fieber, 1861
- Sciocoris distinctus Fieber, 1851
- Sciocoris helferi Fieber, 1851
- Sciocoris hoberlandti Wagner, 1954
- Sciocoris homalonotus Fieber, 1851
- Sciocoris luteolus Fieber, 1861
- Sciocoris macrocephalus Fieber, 1851
- Sciocoris maculatus Fieber, 1851
- Sciocoris microphthalmus Flor, 1860
- Sciocoris modestus Horvath, 1903
- Sciocoris ochraceus Fieber, 1861
- Sciocoris orientalis Linnavuori, 1960
- Sciocoris pallens Klug, 1845
- Sciocoris pentheri Wagner, 1953
- Sciocoris pictus Wagner, 1959
- Sciocoris sideritidis Wollaston, 1858
- Sciocoris sulcatus Fieber, 1851
- Sciocoris umbrinus (Wolff, 1804)
- Scotinophara sicula (A. Costa, 1841)
- Scotinophara subalpina (Bergroth, 1893)
- Stagonomus amoenus (Brullé, 1832)
- Stagonomus bipunctatus (Linnaeus, 1758)
- Stagonomus devius Seidenstucker, 1965
- Stagonomus grenieri (Signoret, 1865)
- Staria lunata (Hahn, 1835)
- Stenozygum coloratum (Klug, 1845)
- Sternodontus binodulus Jakovlev, 1893
- Sternodontus obtusus Mulsant & Rey, 1856
- Tarisa dimidiatipes Puton, 1874
- Tarisa elevata Reuter, 1901
- Tarisa flavescens Amyot & Serville, 1843
- Tarisa pallescens Jakovlev, 1871
- Tarisa salsolae Kerzhner, 1964
- Tarisa subspinosa (Germar, 1839)
- Tholagmus flavolineatus (Fabricius, 1798)
- Tholagmus strigatus (Herrich-Schäffer, 1835)
- Trochiscocoris hemipterus (Jakovlev, 1879)
- Trochiscocoris rotundatus Horvath, 1895
- Troilus luridus (Fabricius, 1775) – Spitzbauchwanze
- Ventocoris achivus (Horvath, 1889)
- Ventocoris falcatus (Cyrillus, 1791)
- Ventocoris fischeri (Herrich-Schäffer, 1851)
- Ventocoris halophilum (Jakovlev, 1874)
- Ventocoris modestus (Jakovlev, 1880)
- Ventocoris philalyssum (Kiritshenko, 1916)
- Ventocoris ramburi (Horvath, 1908)
- Ventocoris rusticus (Fabricius, 1781)
- Ventocoris trigonus (Krynicki, 1871)
- Vilpianus galii (Wolff, 1802)
- Zicrona caerulea (Linnaeus, 1758) – Blaugrüne Baumwanze

### Arten im deutschsprachigen Teil nördlich der Alpen
Um die heimischen Arten in Deutschland, dem nördlichen Teil der Schweiz und dem nördlichen und westlichen Österreich besser bestimmen zu können, findet sich im Folgenden eine Liste der vorkommenden Arten in diesem Gebiet. Es handelt sich in der Liste um 57 Arten:
- Aelia acuminata (Linnaeus, 1758) – Getreidewanze, Spitzling oder Getreidespitzwanze
- Aelia klugii Hahn, 1833 – Gestreifter Spitzling
- Aelia rostrata Boheman, 1852 – Großer Spitzling oder Große Getreidespitzwanze
- Andrallus spinidens (Fabricius, 1787)
- Antheminia lunulata (Goeze, 1778) – Korbblütlerwanze
- Apodiphus amygdali (Germar, 1817)
- Arma custos (Fabricius, 1794) – Waldwächter
- Carpocoris fuscispinus (Boheman, 1850) – Nördliche Fruchtwanze
- Carpocoris melanocerus (Mulsant & Rey, 1852) – Schwarzgliedrige Fruchtwanze
- Carpocoris pudicus (Poda, 1761) – Mediterrane Fruchtwanze
- Carpocoris purpureipennis (De Geer, 1773) – Purpur-Fruchtwanze
- Chlorochroa juniperina (Linnaeus, 1758) – Wacholderling
- Chlorochroa pinicola (Mulsant & Rey, 1852) – Föhrengast
- Dolycoris baccarum (Linnaeus, 1758) – Beerenwanze
- Dyroderes umbraculatus (Fabricius, 1775)
- Eurydema dominulus (Scopoli, 1763) – Zierliche Gemüsewanze
- Eurydema fieberi Schummel, 1837 – Gedrungene Gemüsewanze
- Eurydema oleracea (Linnaeus, 1758) – Kohlwanze
- Eurydema ornata (Linnaeus, 1758) – Schwarzrückige Gemüsewanze oder Schmuckwanze
- Eurydema rotundicollis (Dohrn, 1860) – Blauschwarze Gemüsewanze
- Eurydema ventralis Kolenati, 1846
- Eysarcoris aeneus (Scopoli, 1763) – Schwieliger Dickwanst
- Eysarcoris ventralis (Westwood, 1837)
- Eysarcoris venustissimus (Schrank, 1776) – Dunkler Dickwanst oder Schillerwanze
- Graphosoma italicum (Linnaeus, 1758) – Streifenwanze
- Halyomorpha halys (Stål, 1855) – Marmorierte Baumwanze
- Holcostethus sphacelatus (Fabricius, 1794) – Offener Lorch
- Jalla dumosa (Linnaeus, 1758) – Silberperlenwanze
- Menaccarus arenicola (Scholz, 1847) – Sand-Baumwanze
- Neottiglossa leporina (Herrich-Schäffer, 1830)
- Neottiglossa lineolata (Mulsant & Rey, 1852)
- Neottiglossa pusilla (Gmelin, 1790)
- Nezara viridula (Linnaeus, 1758) – Grüne Reiswanze
- Palomena prasina (Linnaeus, 1761) – Grüne Stinkwanze
- Palomena viridissima (Poda, 1761)
- Pentatoma rufipes (Linnaeus, 1758) – Rotbeinige Baumwanze
- Peribalus strictus (Fabricius, 1803) – Frühlings-Baumwanze
- Picromerus bidens (Linnaeus, 1758) – Zweizähnige Dornwanze oder Zweispitzwanze
- Piezodorus lituratus (Fabricius, 1794) – Ginster-Baumwanze
- Pinthaeus sanguinipes (Fabricius, 1781) – Raupenjäger
- Podops curvidens Costa, 1843
- Podops inunctus (Fabricius, 1775) – Hakenwanze oder Amboss-Schildwanze
- Rhacognathus punctatus (Linnaeus, 1758)
- Rhaphigaster nebulosa (Poda, 1761) – Graue Gartenwanze
- Rubiconia intermedia (Wolff, 1811) – Zipfelwangenwanze
- Sciocoris cursitans (Fabricius, 1794) – Gemeine Brachwanze
- Sciocoris distinctus Fieber, 1851 – Unverkennbare Brachwanze
- Sciocoris homalonotus Fieber, 1851 – Große Brachwanze
- Sciocoris macrocephalus Fieber, 1851 – Stieläugige Brachwanze
- Sciocoris microphthalmus Flor, 1860 – Kleinäugige Brachwanze
- Sciocoris umbrinus (Wolff, 1804) – Dunkle Brachwanze
- Stagonomus bipunctatus (Linnaeus, 1758)
- Staria lunata (Hahn, 1835) – Kleine Sichelfleck-Baumwanze
- Troilus luridus (Fabricius, 1775) – Spitzbauchwanze
- Vilpianus galii (Wolff, 1802)
- Zicrona caerulea (Linnaeus, 1758) – Blaugrüne Baumwanze

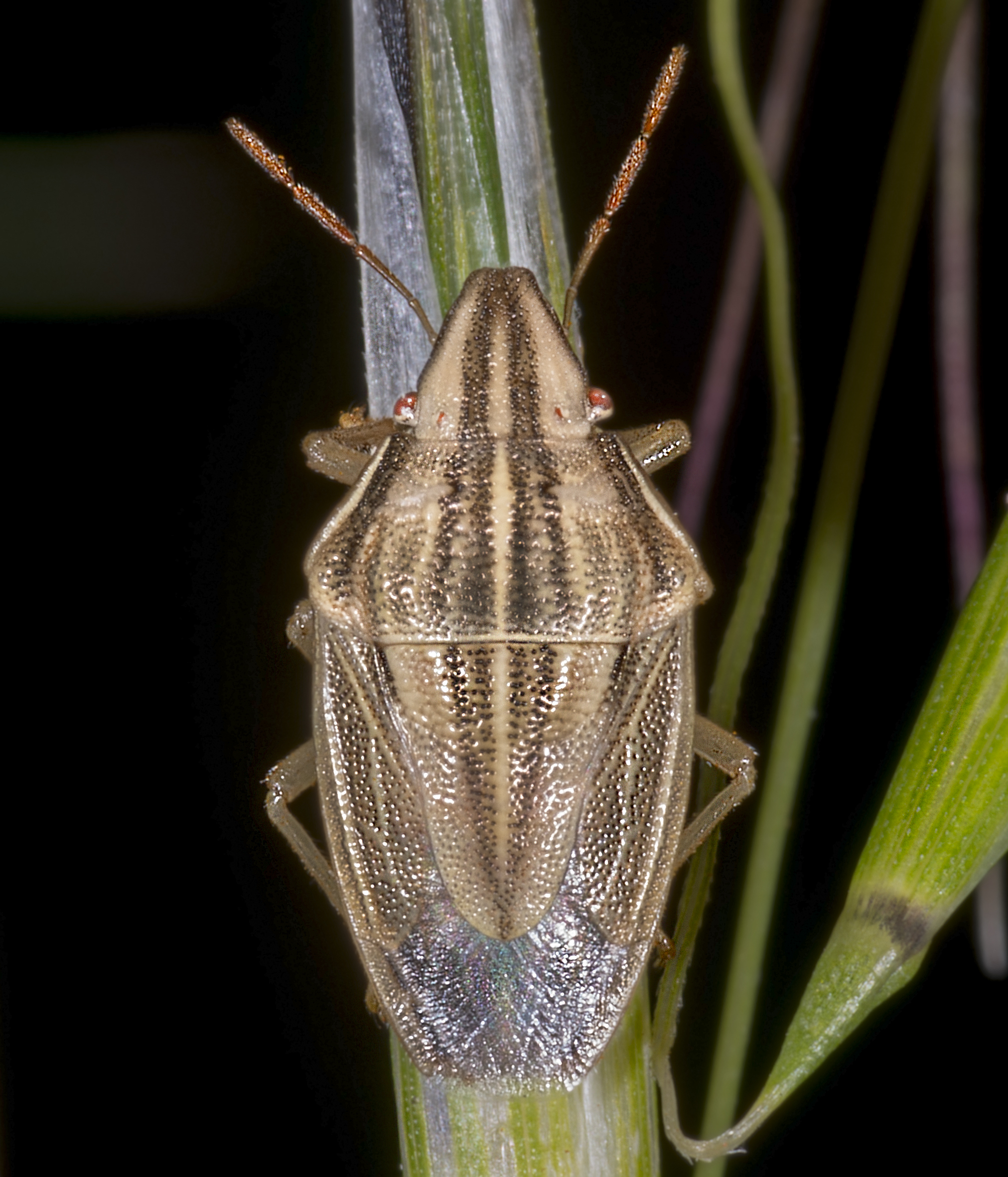
Getreidewanze (Aelia acuminata)
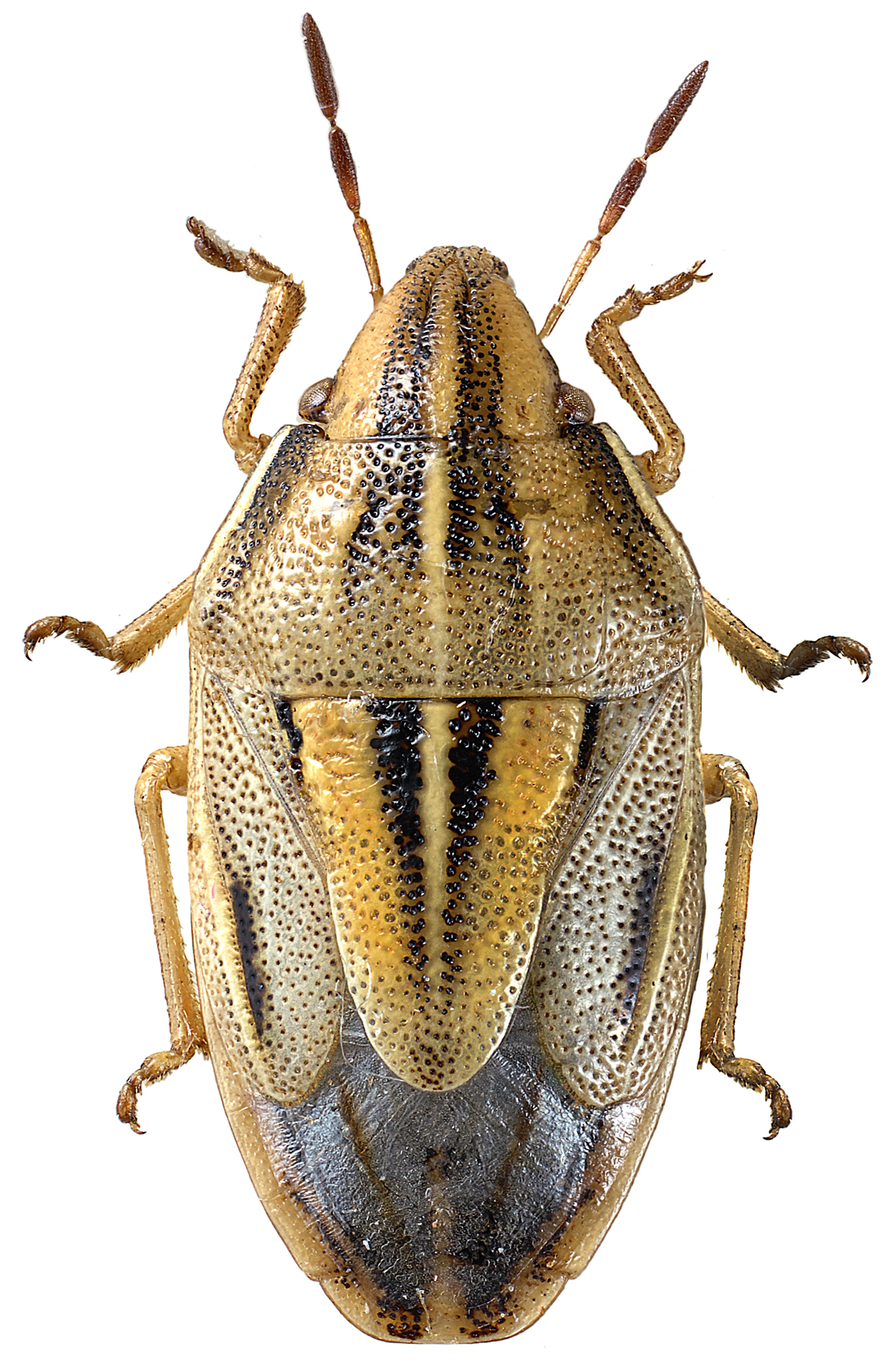
Gestreifter Spitzling (Aelia klugii)
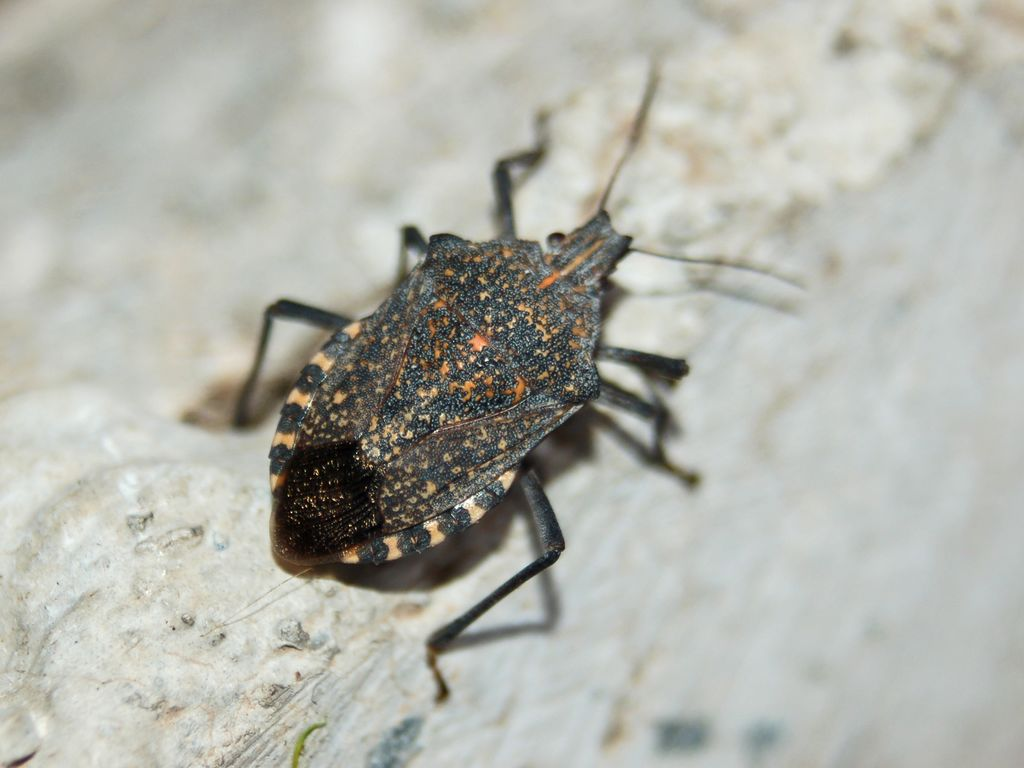
Apodiphus amygdali
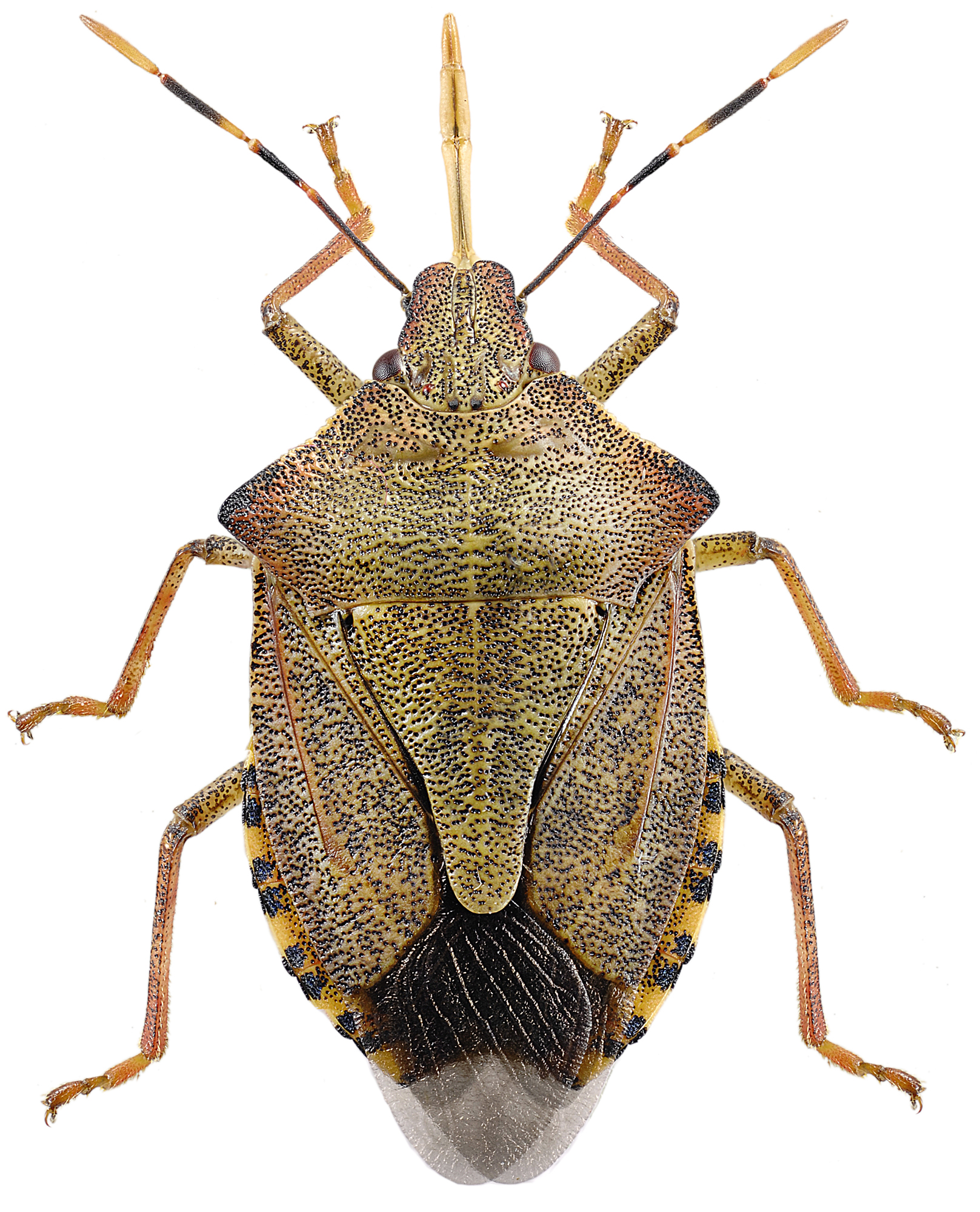
Waldwächter (Arma custos)
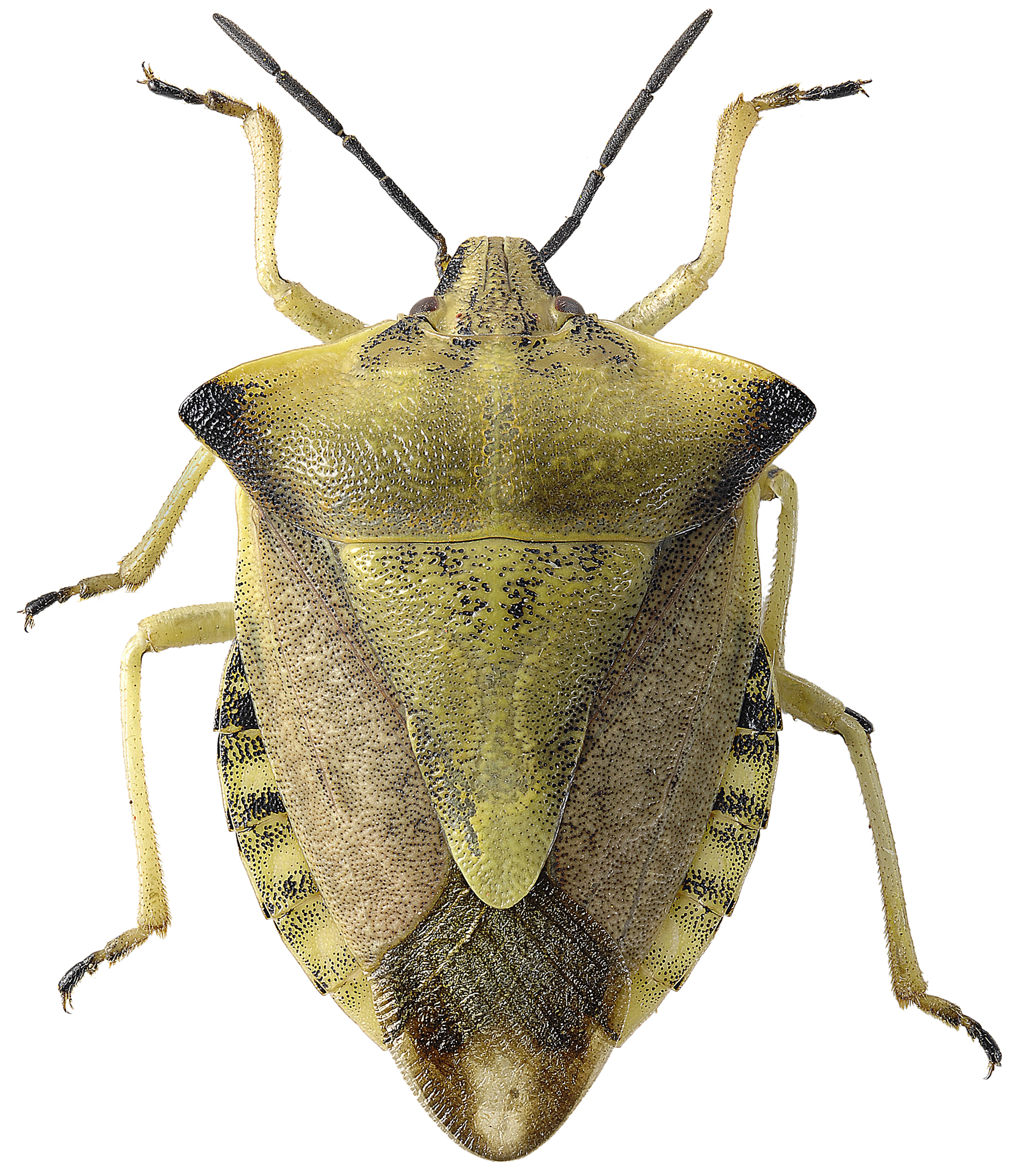
Nördliche Fruchtwanze (Carpocoris fuscispinus)
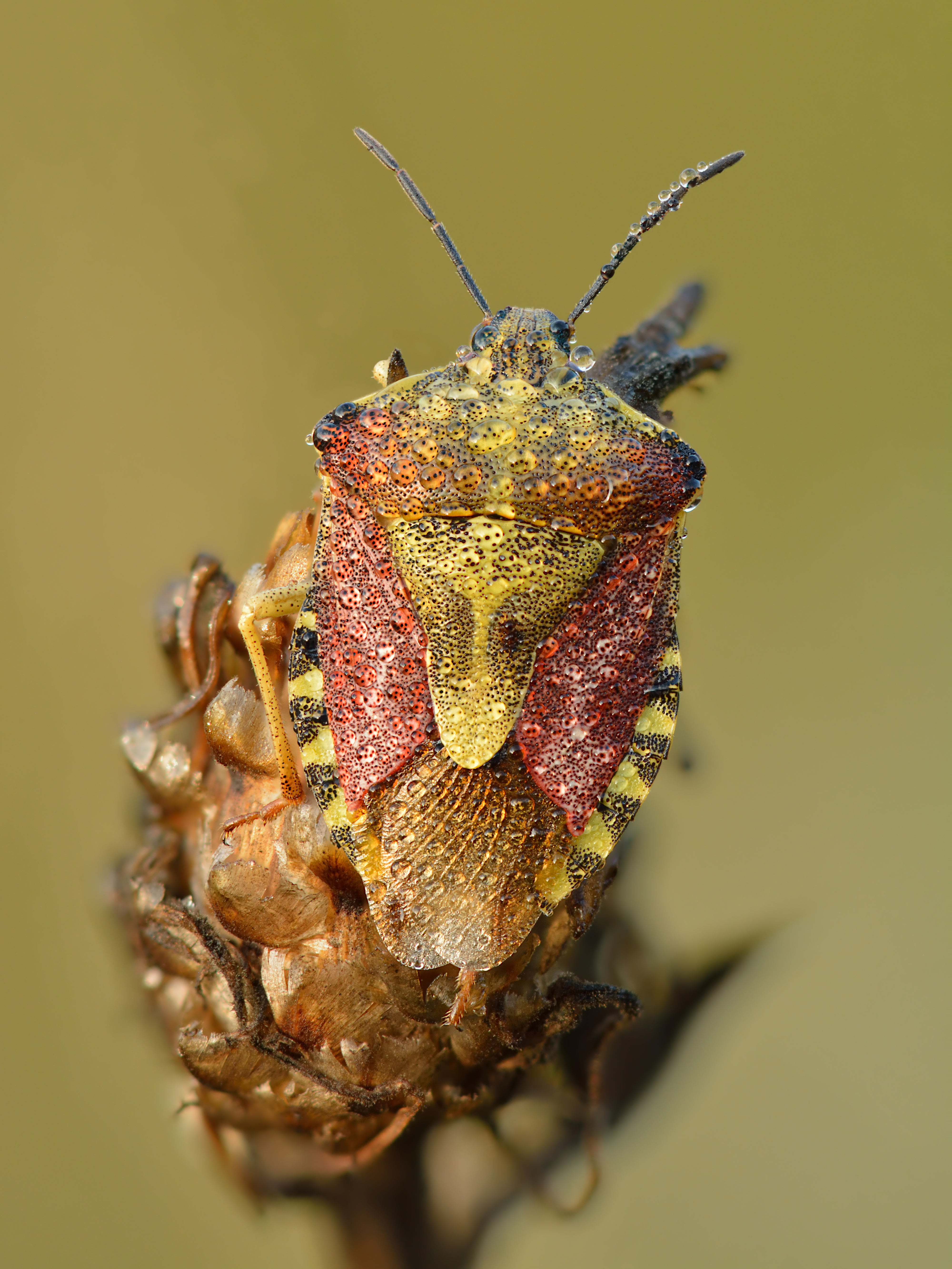
Purpur-Fruchtwanze (Carpocoris purpureipennis)
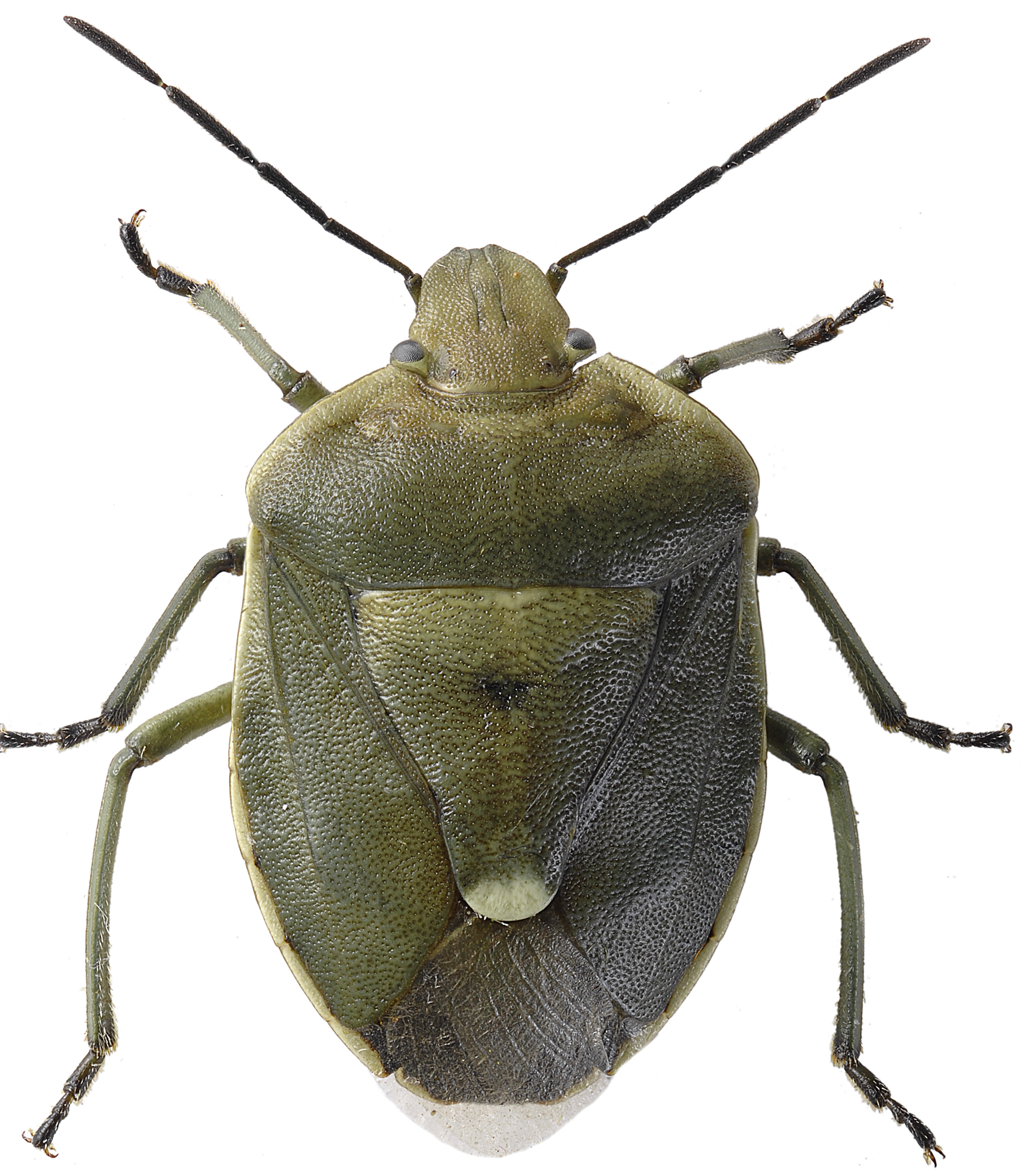
Wacholderling (Chlorochroa pinicola)
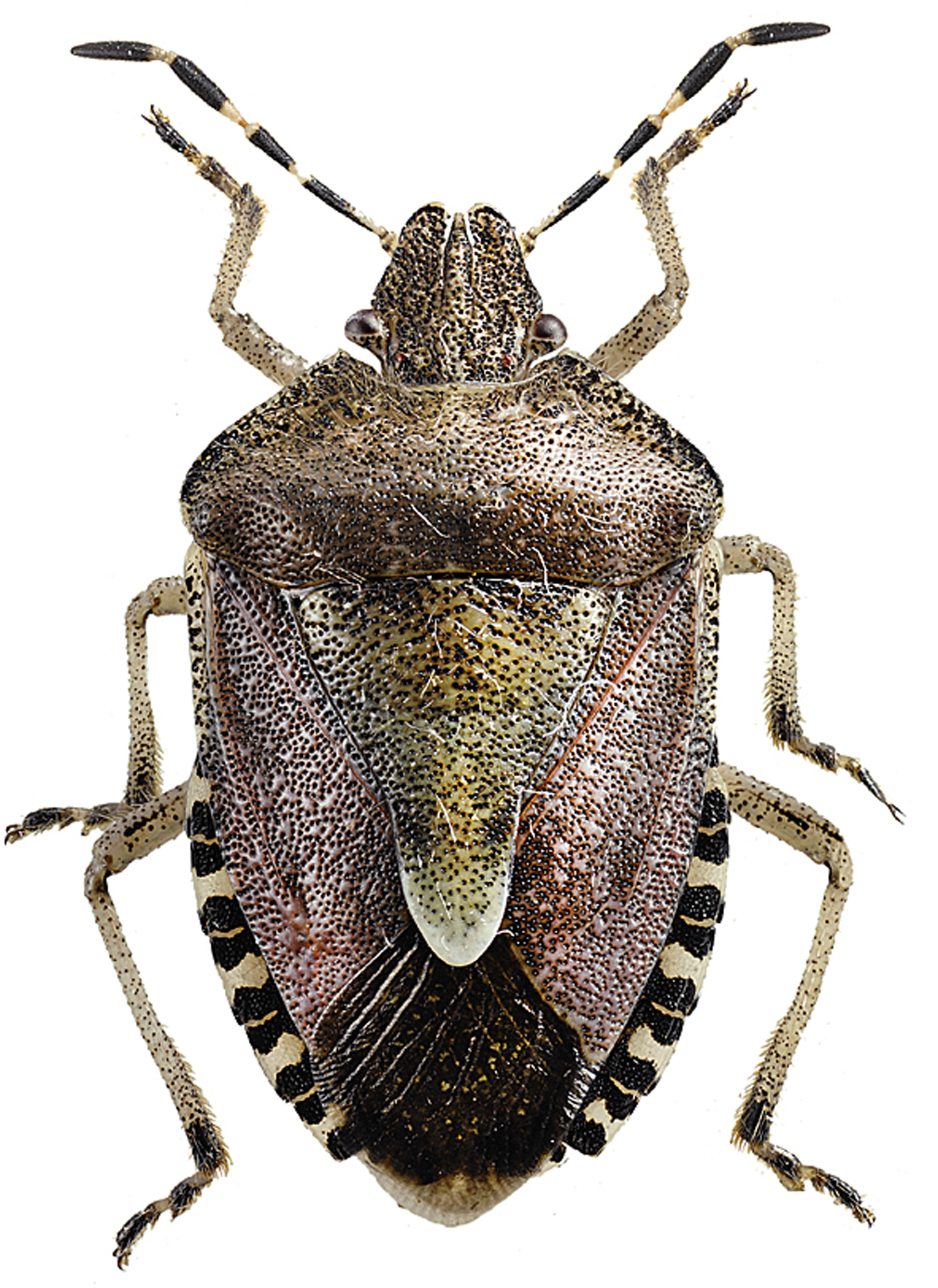
Beerenwanze (Dolycoris baccarum)
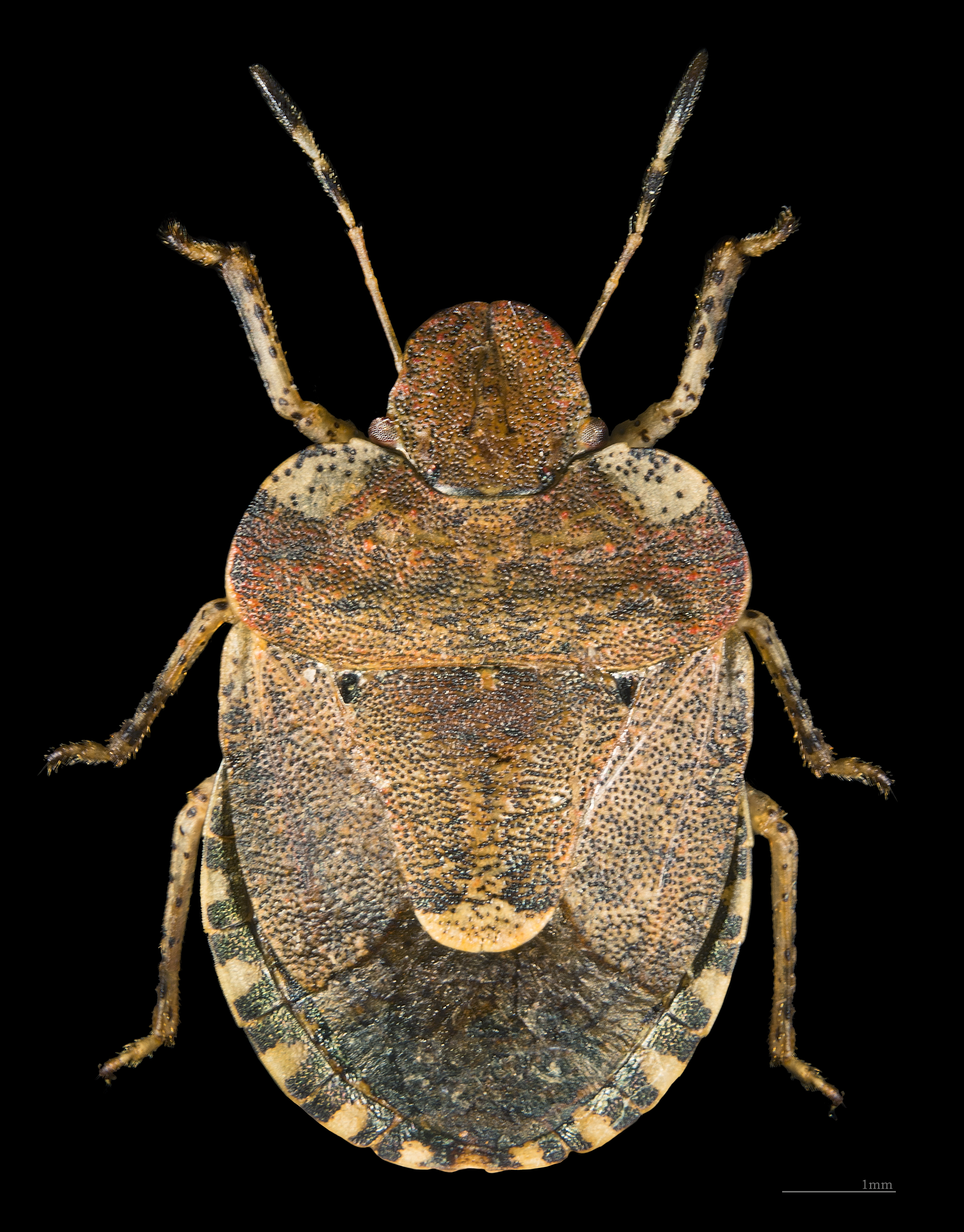
Dyroderes umbraculatus
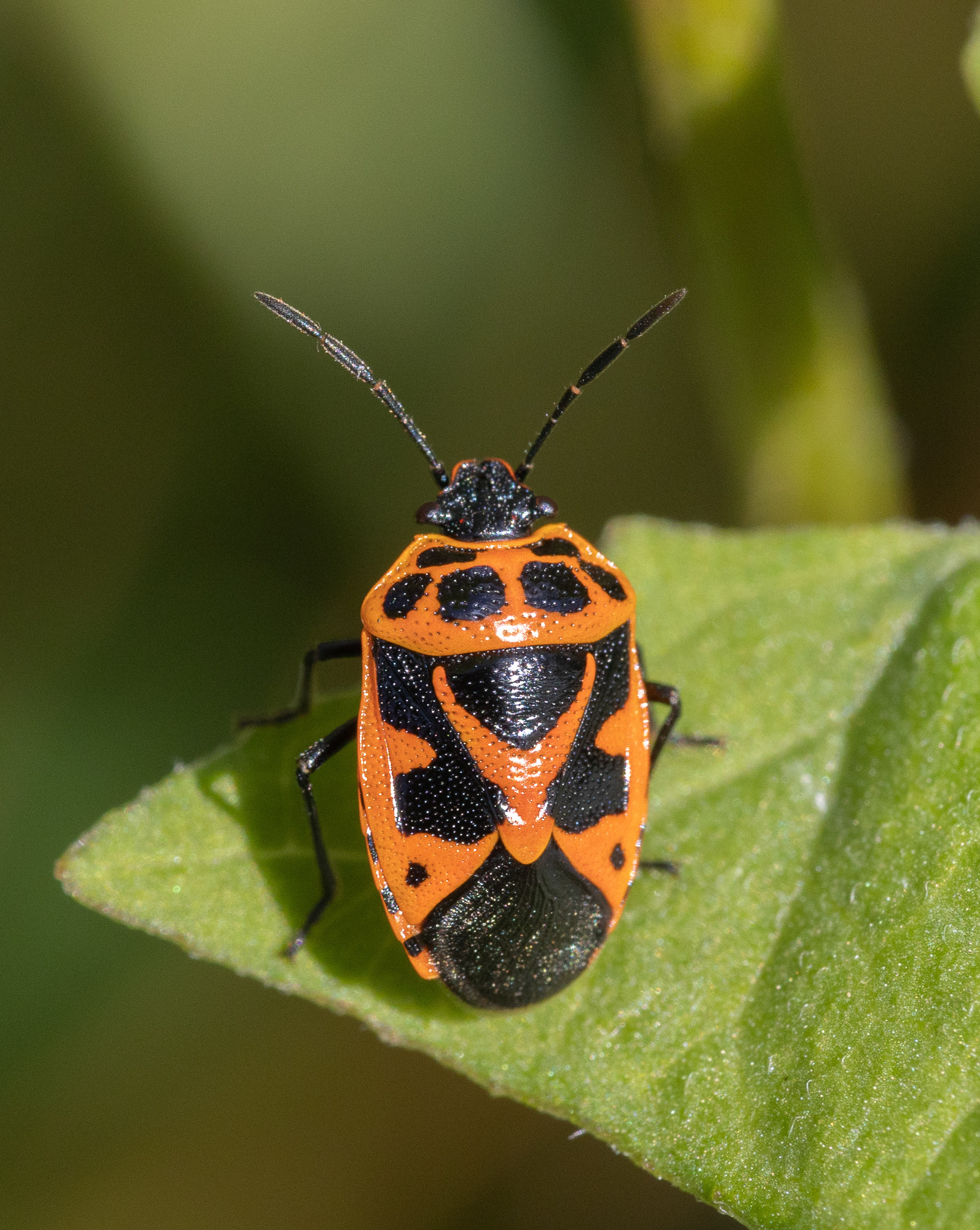
Zierliche Gemüsewanze (Eurydema dominulus)
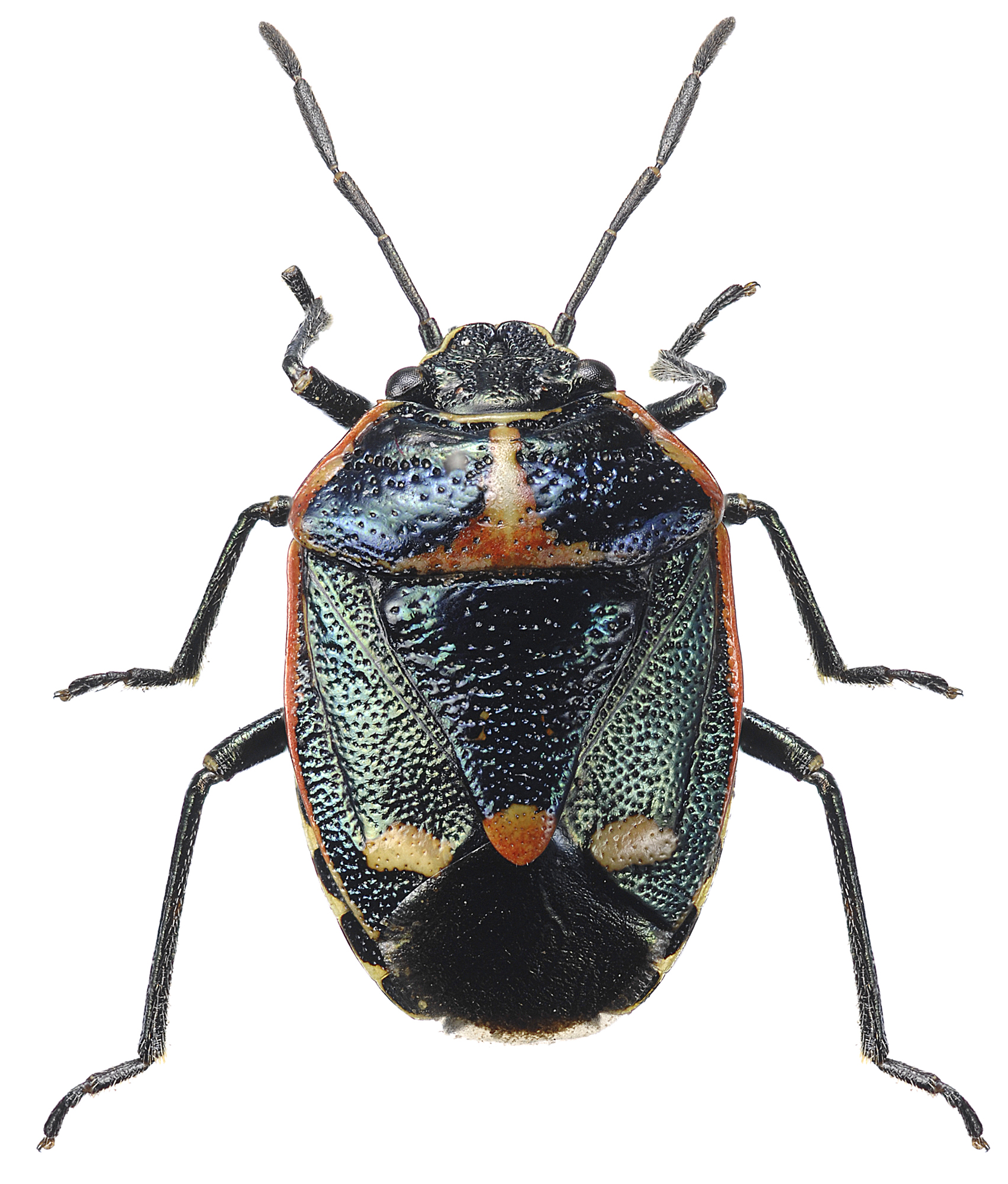
Kohlwanze (Eurydema oleracea)
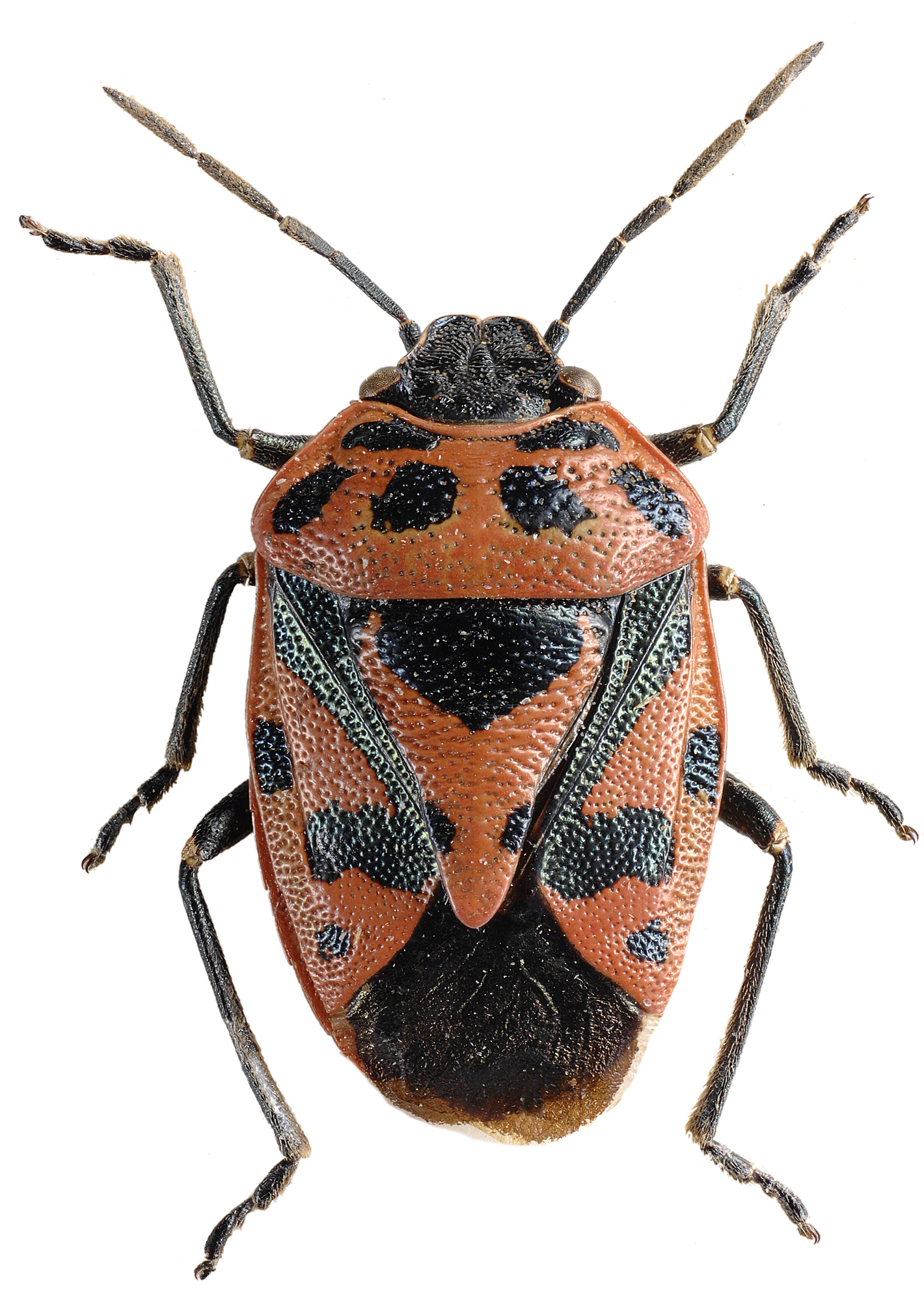
Schwarzrückige Gemüsewanze (Eurydema ornata)
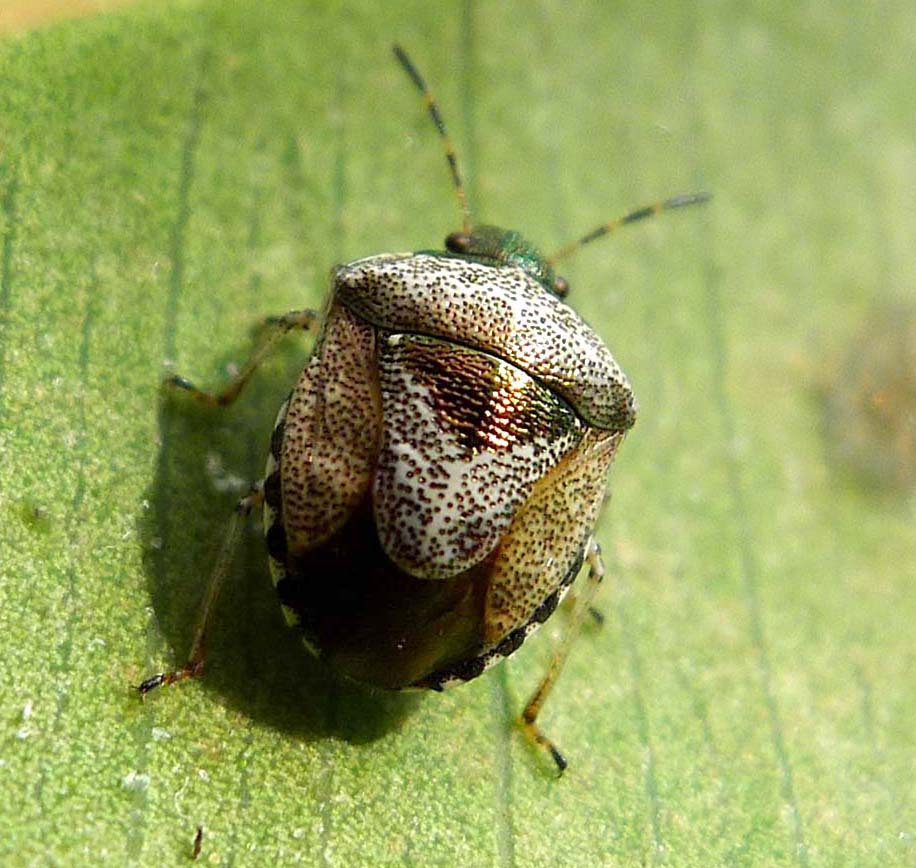
Dunkler Dickwanst (Eysarcoris venustissimus)
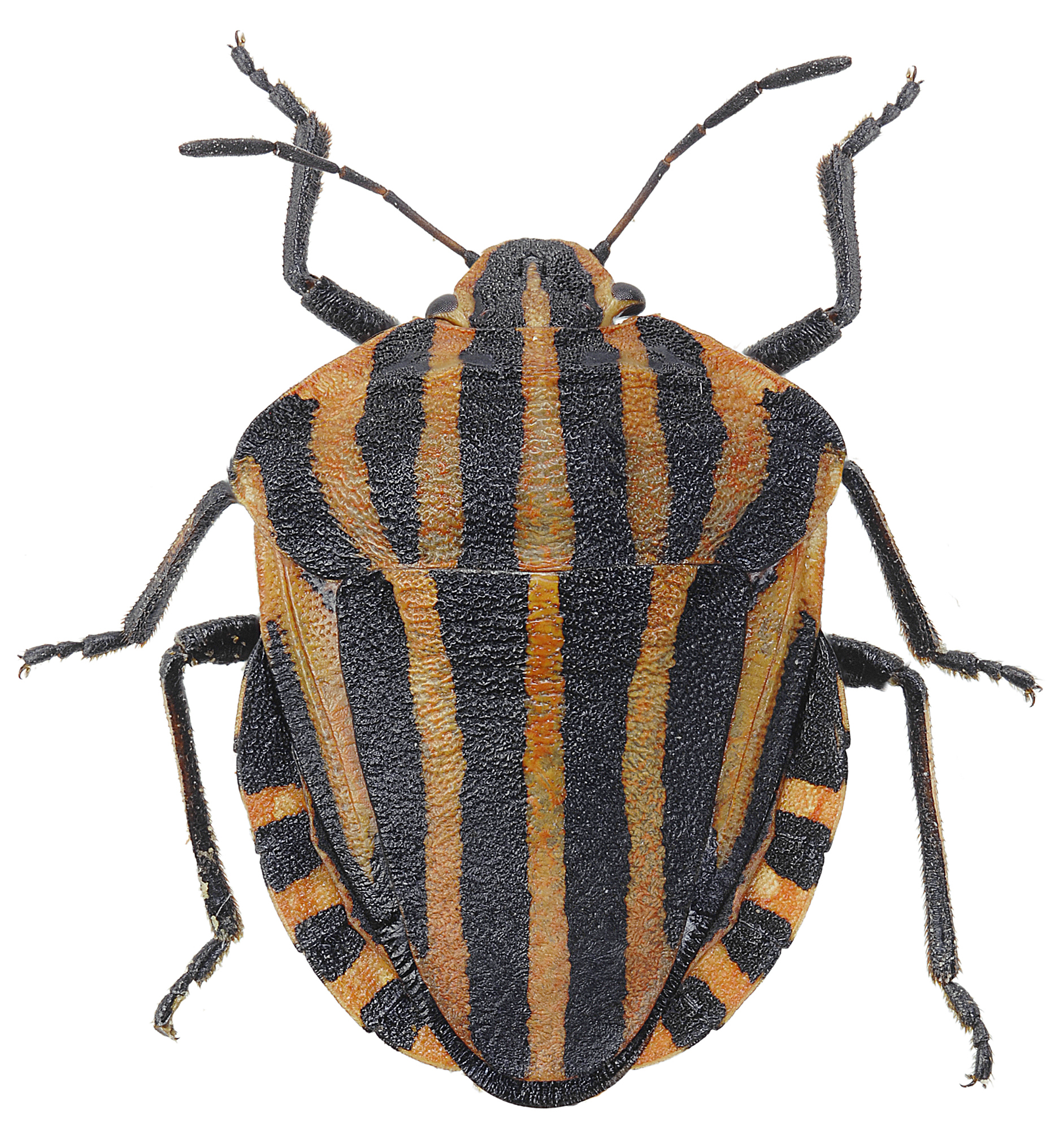
Streifenwanze (Graphosoma italicum)
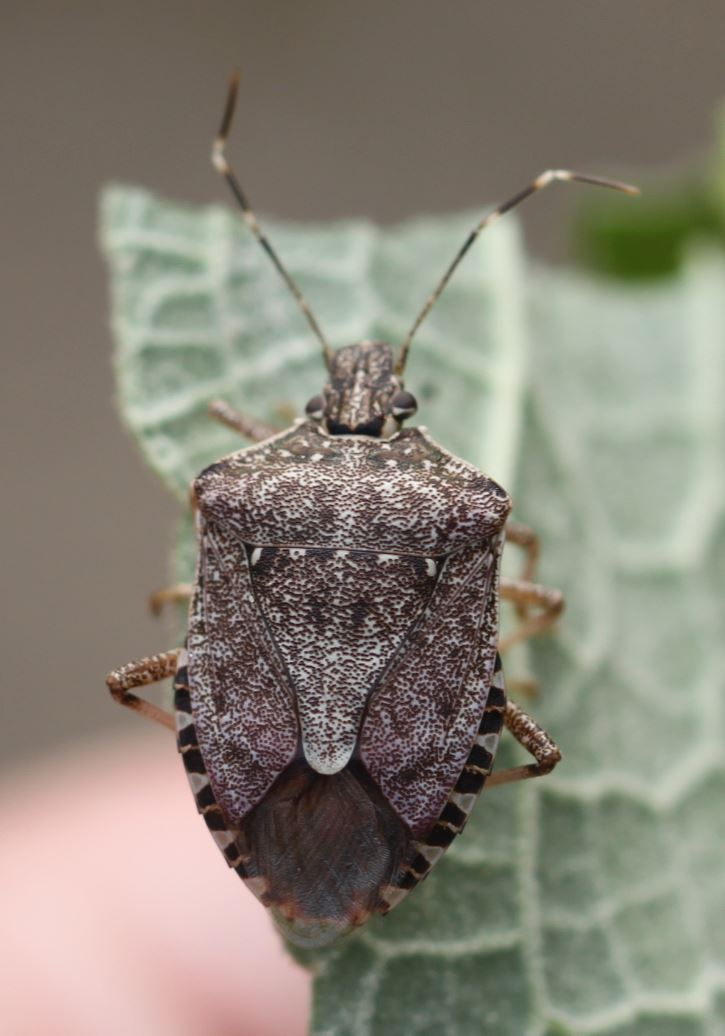
Marmorierte Baumwanze (Halyomorpha halys)
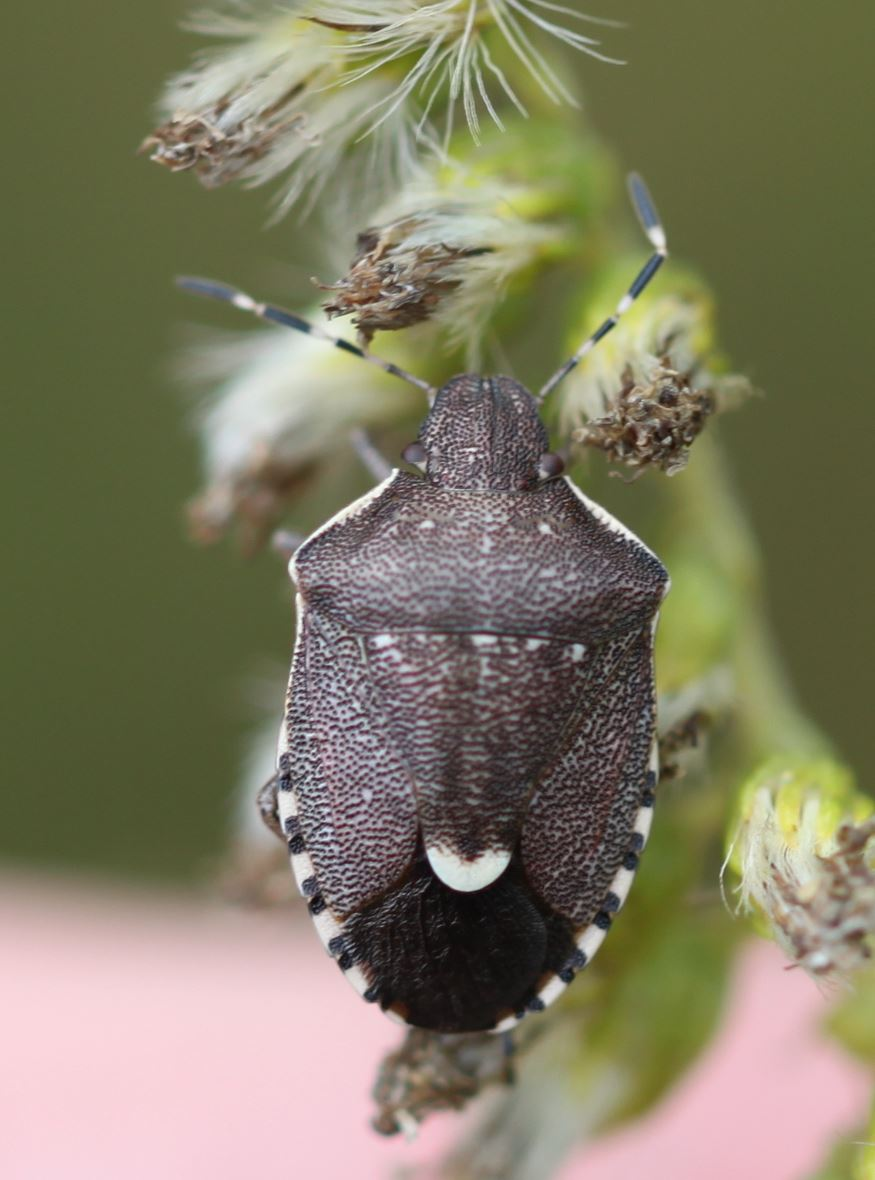
Offener Lorch (Holcostethus sphacelatus)
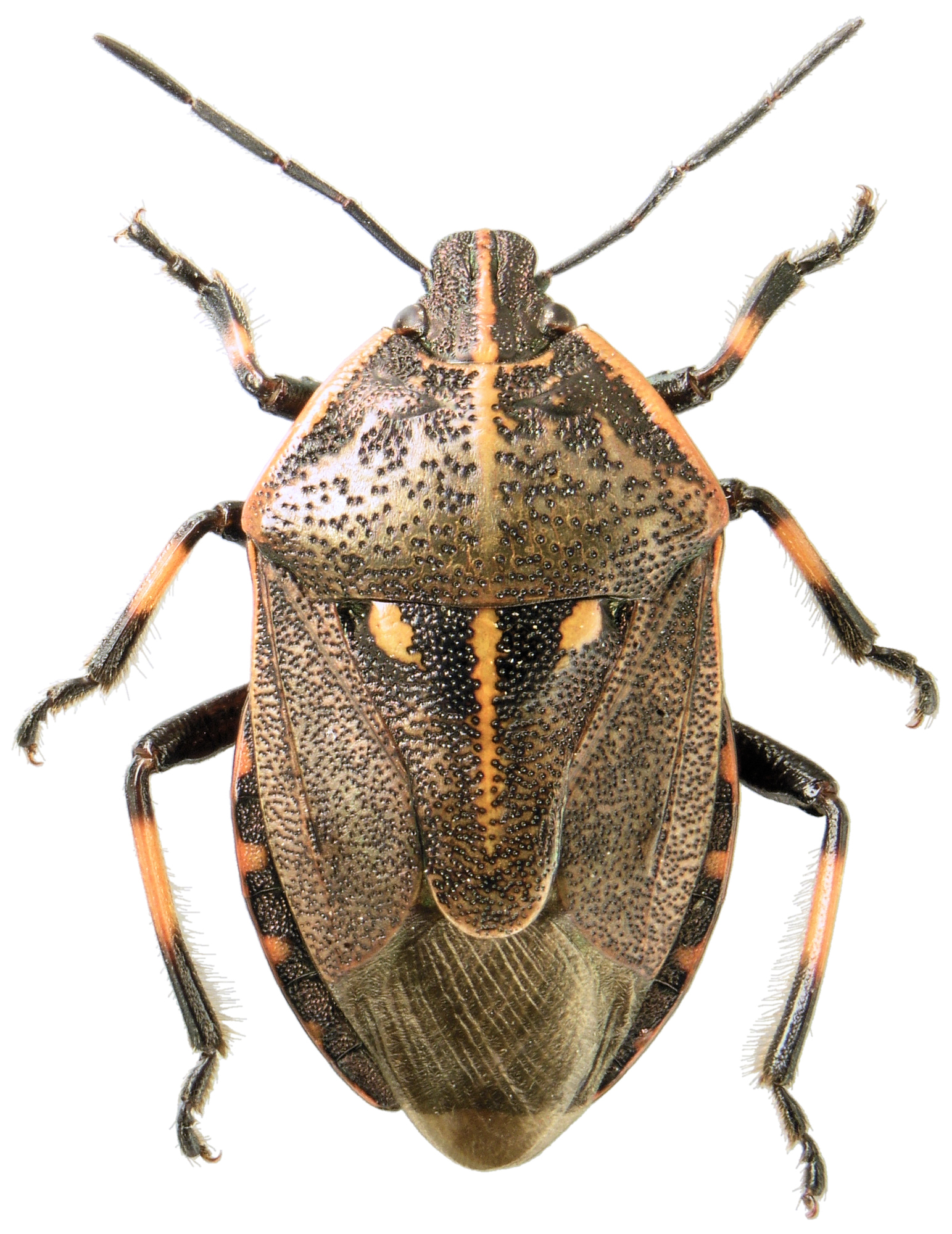
Silberperlenwanze (Jalla dumosa)
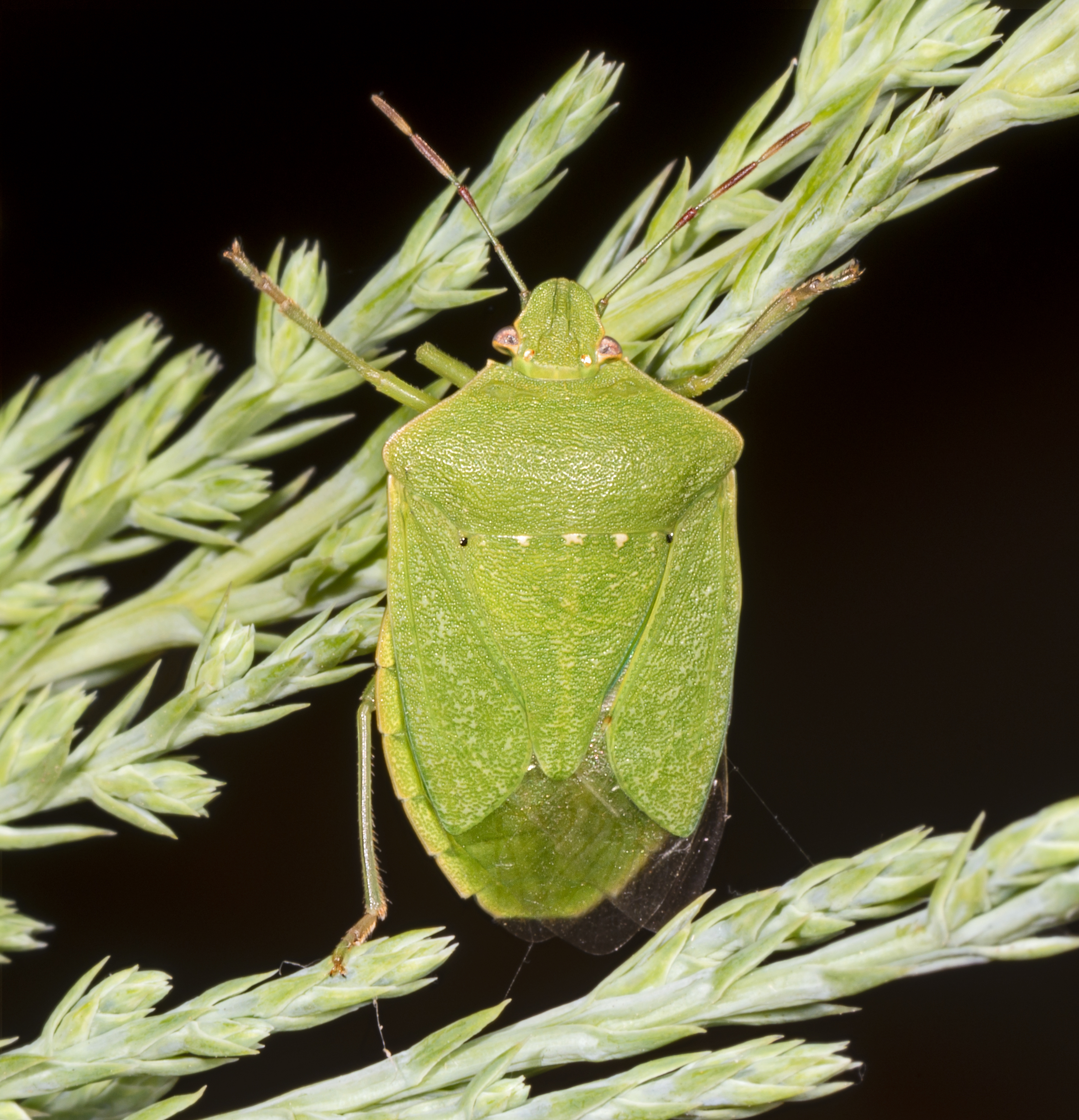
Grüne Reiswanze (Nezara viridula)
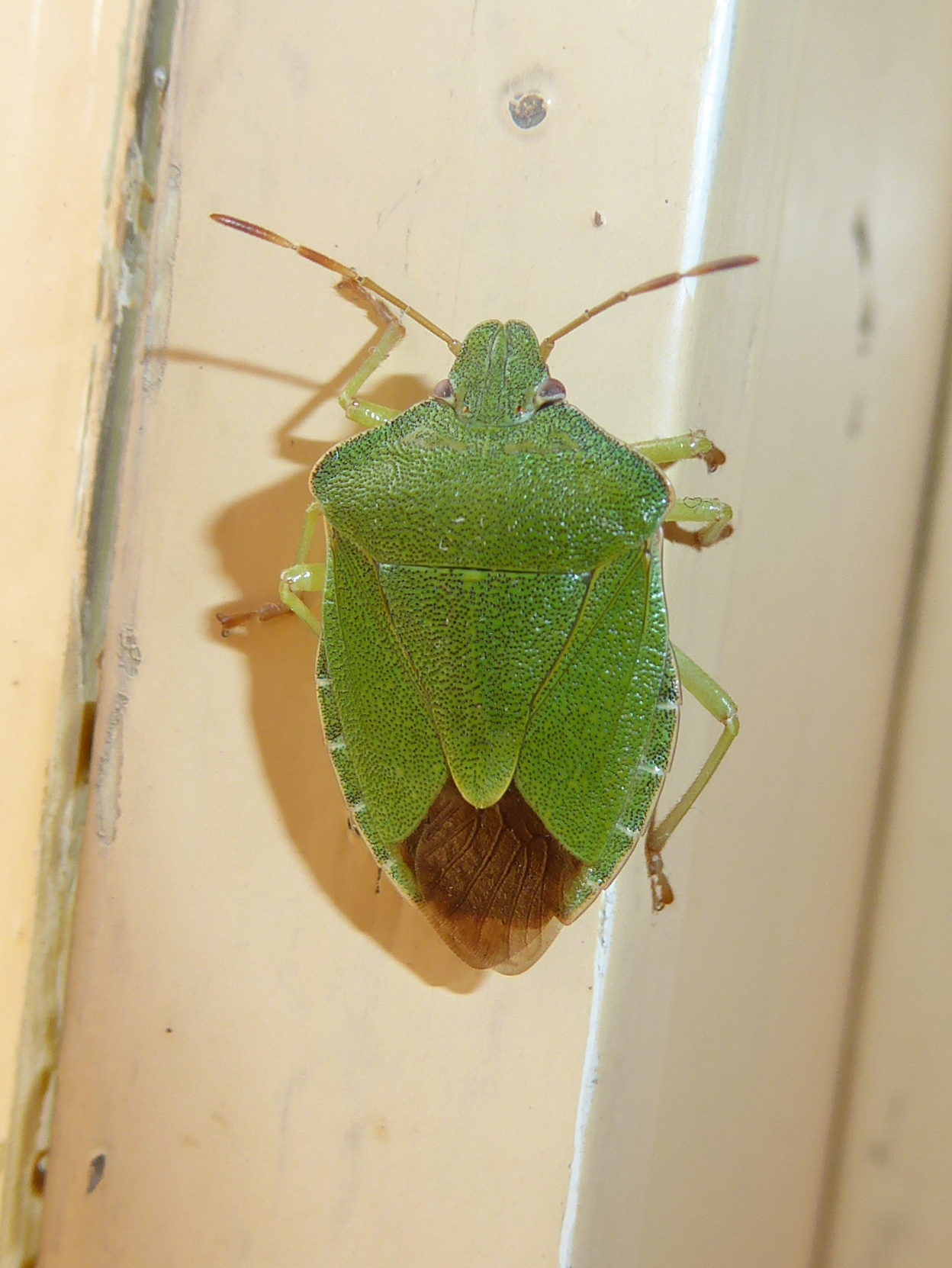
Grüne Stinkwanze (Palomena prasina)
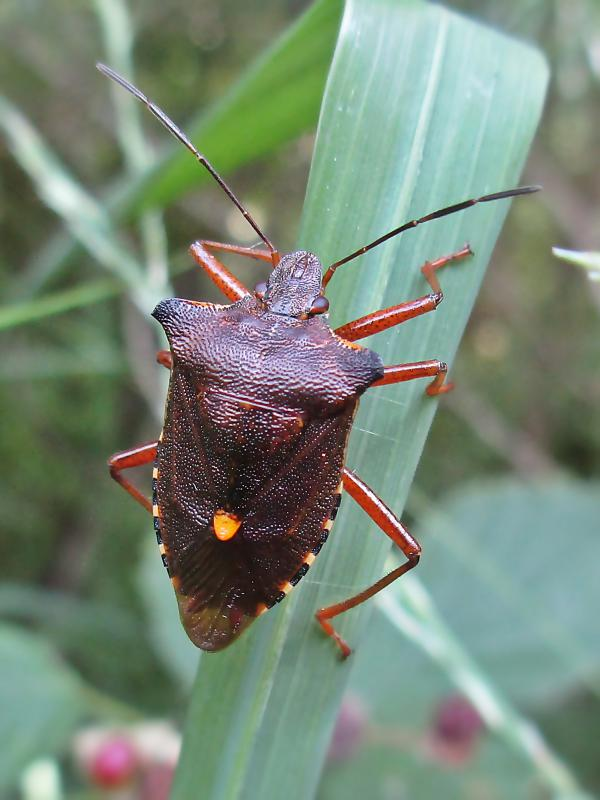
Rotbeinige Baumwanze (Pentatoma rufipes)
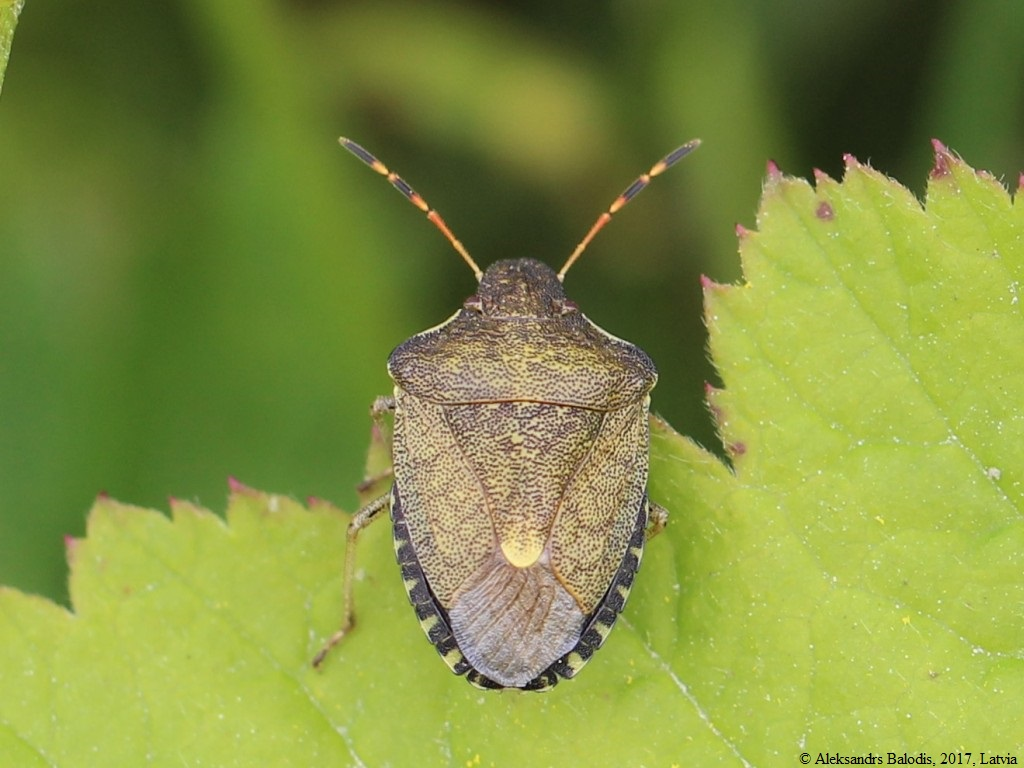
Frühlings-Baumwanze (Peribalus stricuts)
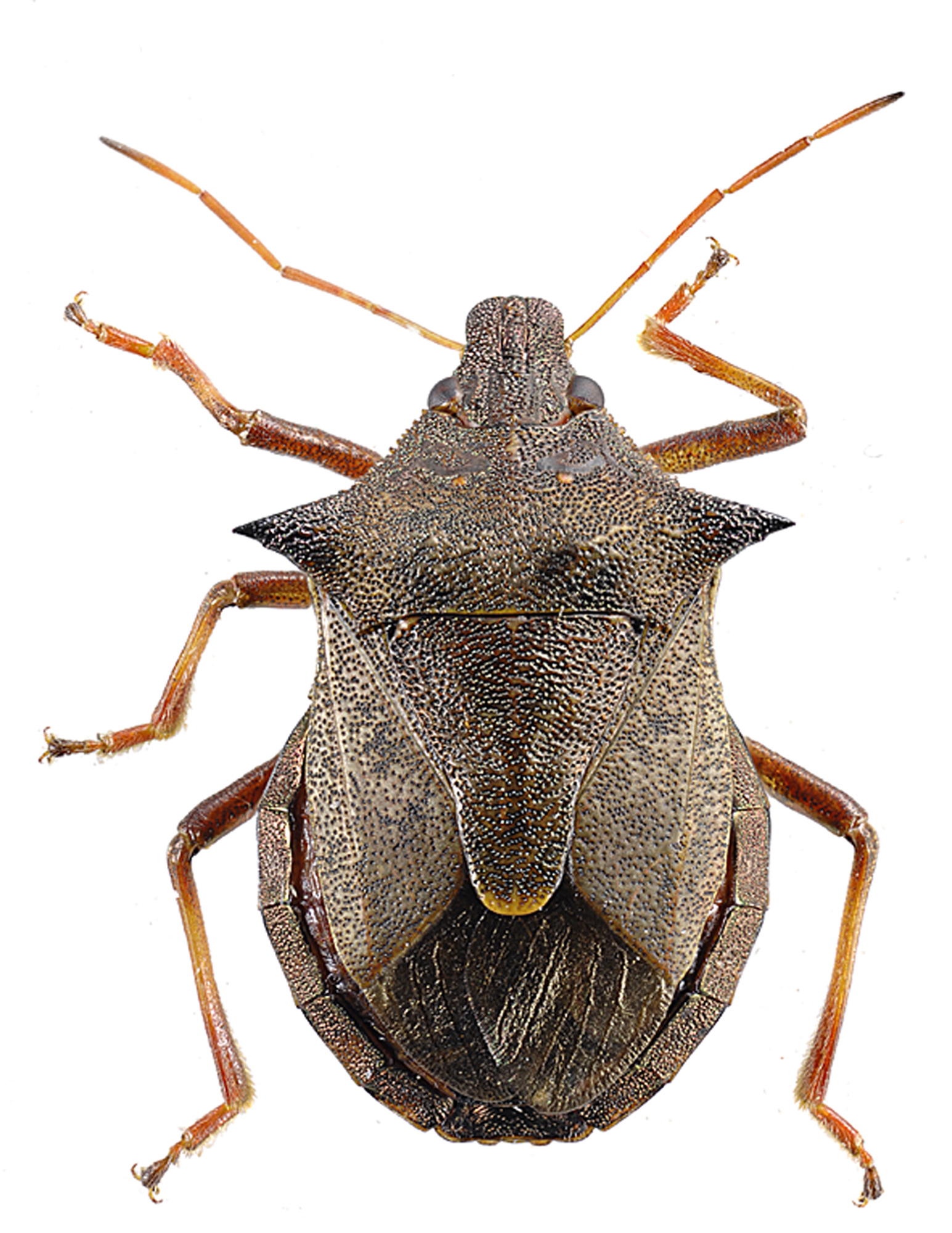
Zweizähnige Dornwanze (Picromerus bidens)
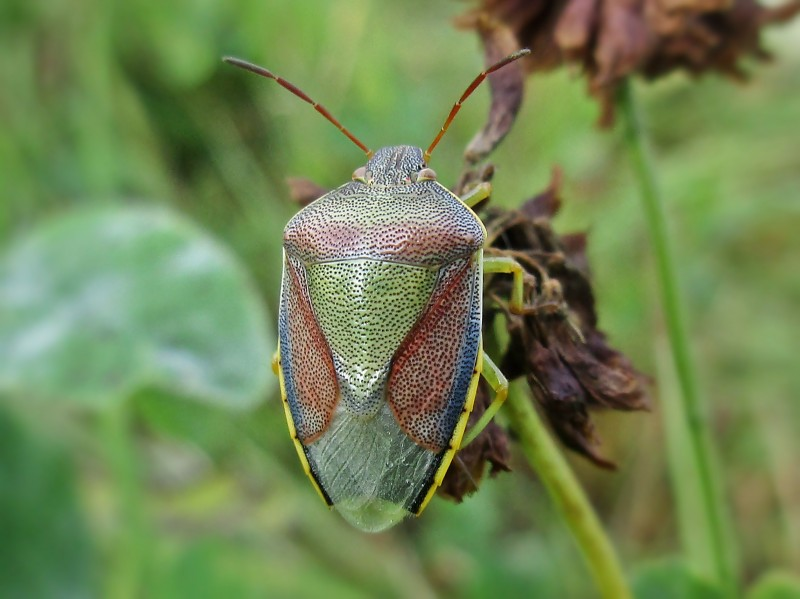
Ginster-Baumwanze (Piezodorus lituratus)
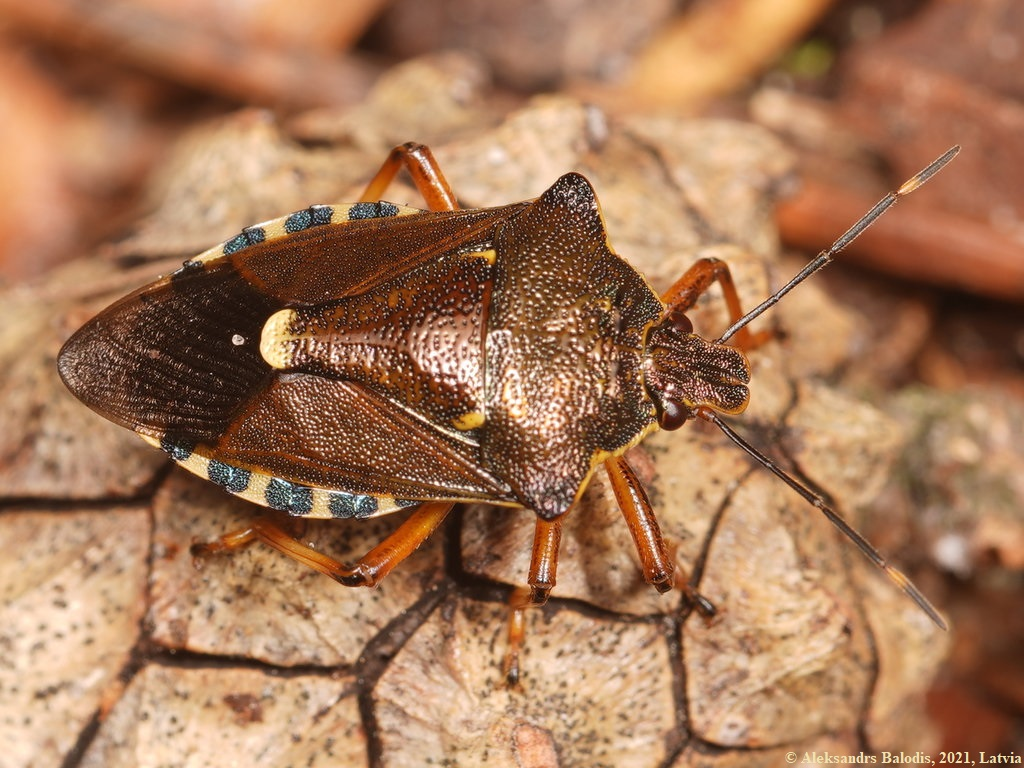
Raupenjäger (Pinthaeus sanguinipes)
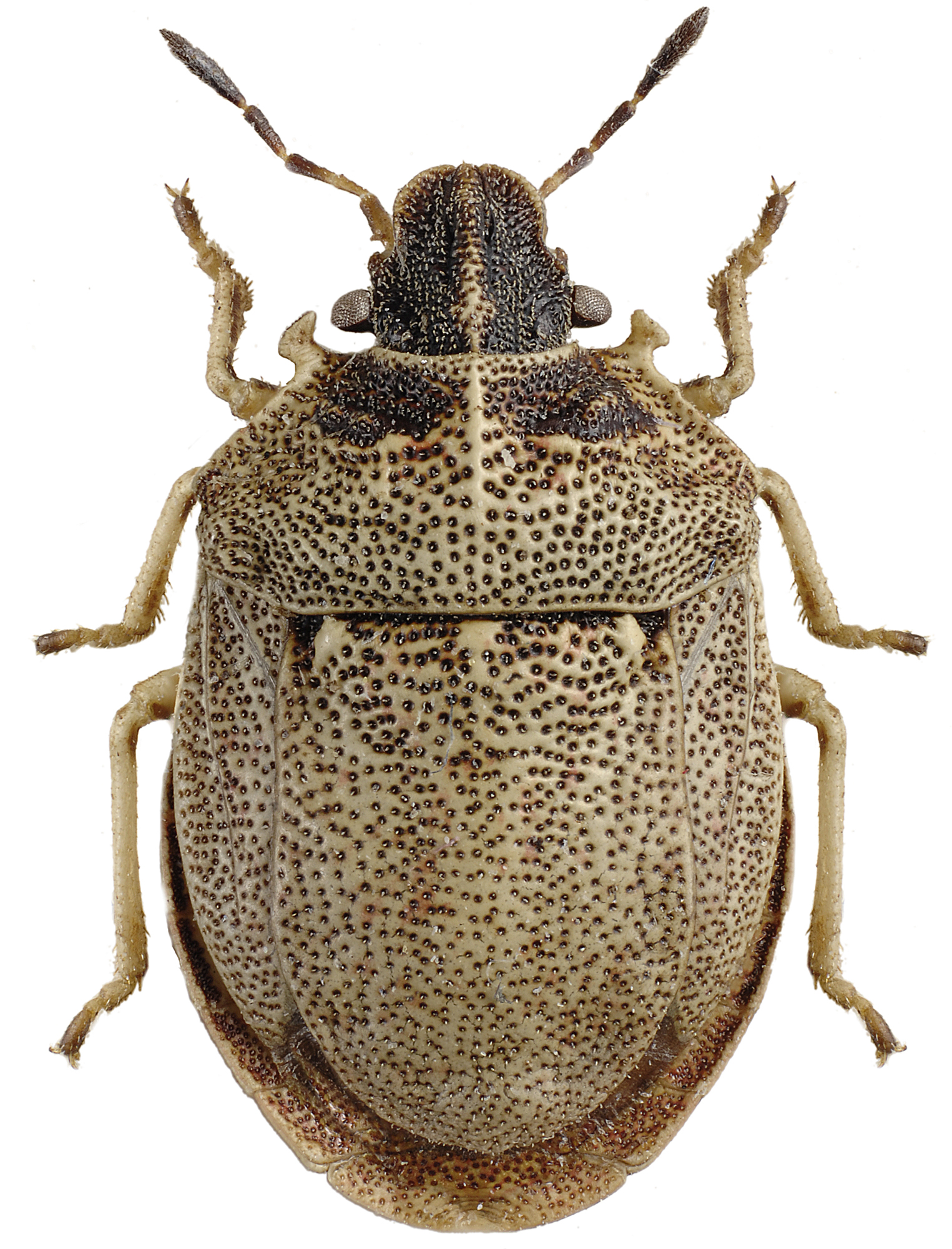
Hakenwanze (Podops inunctus)
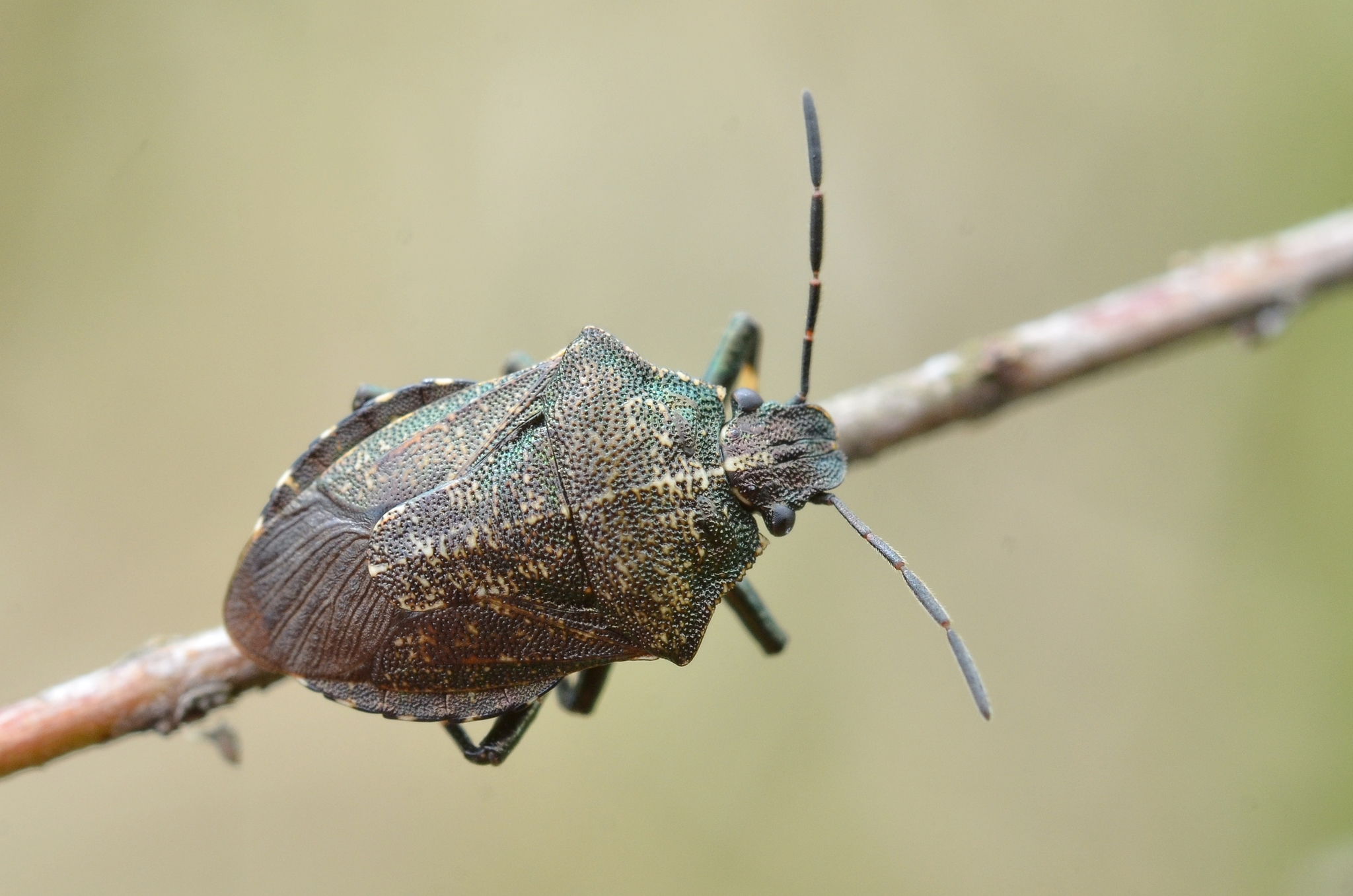
Rhacognathus punctatus
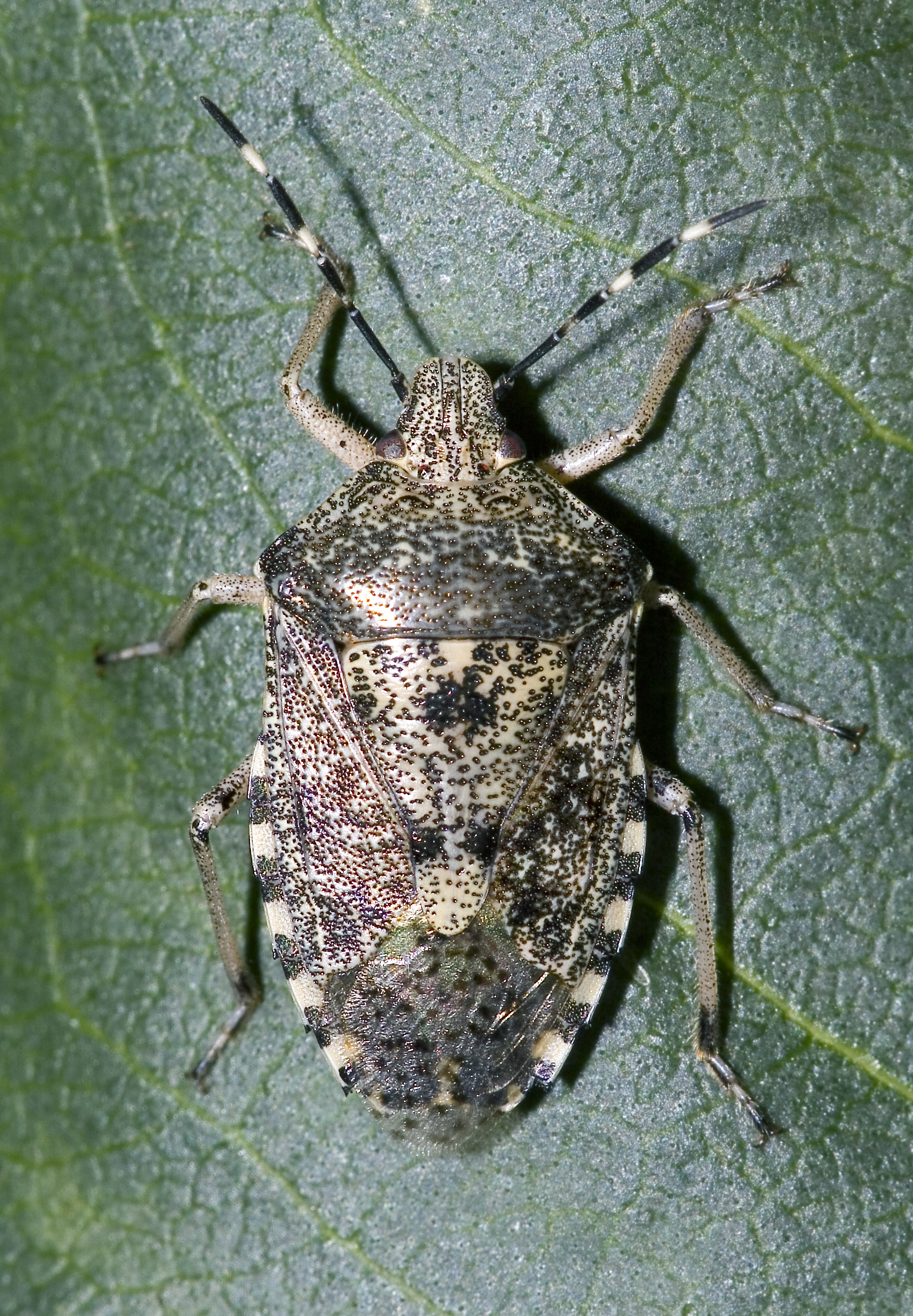
Graue Gartenwanze (Rhaphigaster nebulosa)
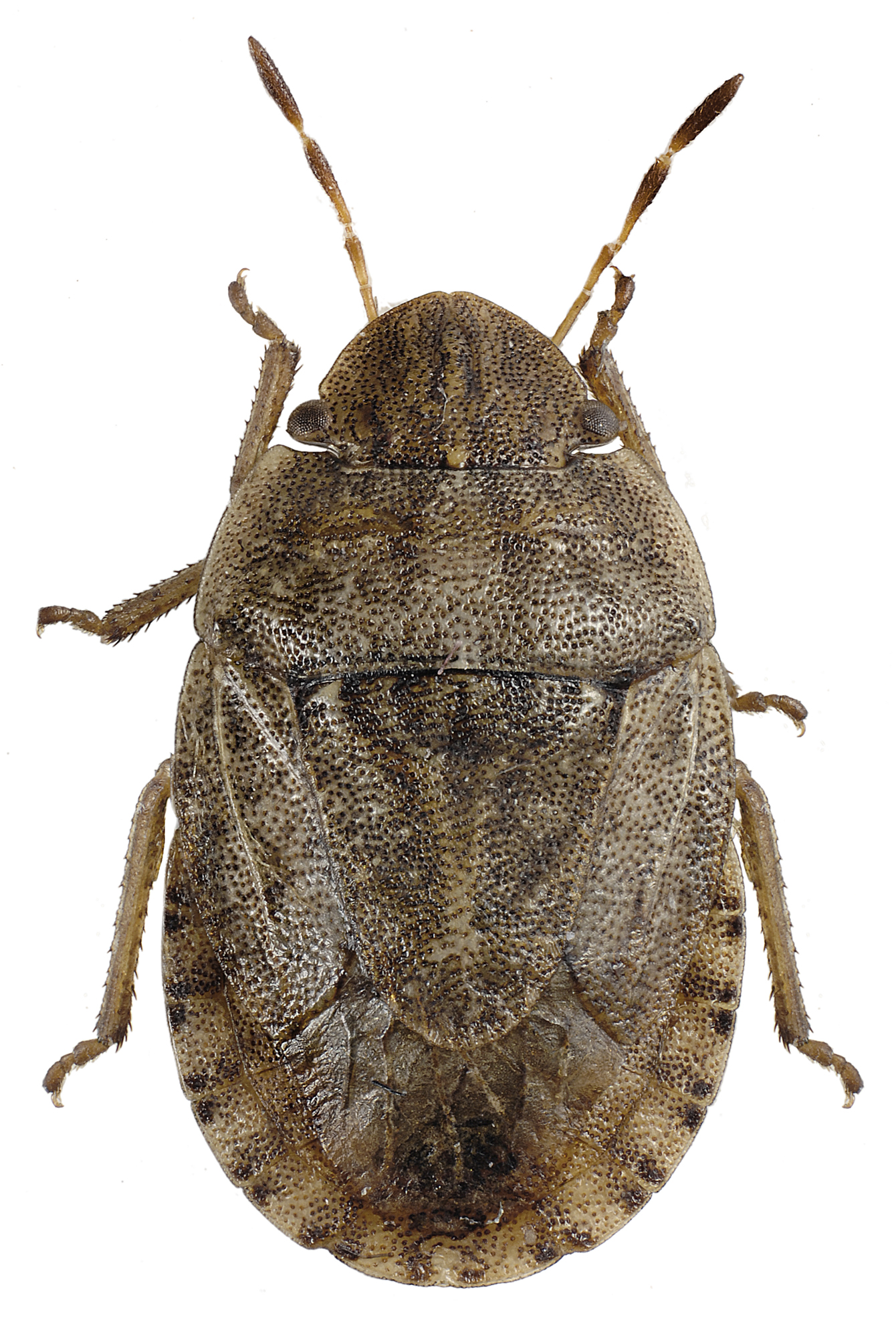
Gemeine Brachwanze (Sciocoris cursitanus)
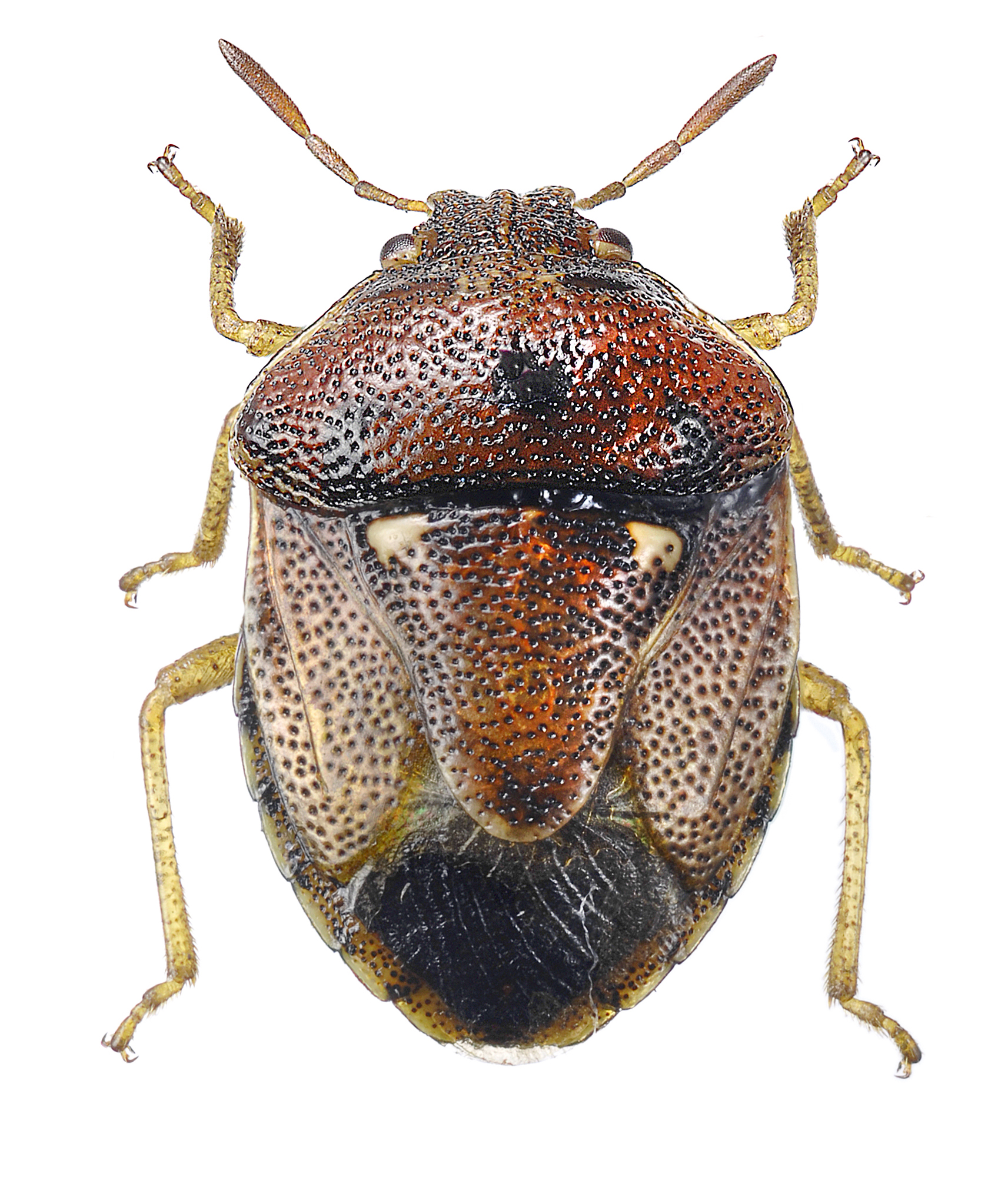
Stagonomus bipunctatus
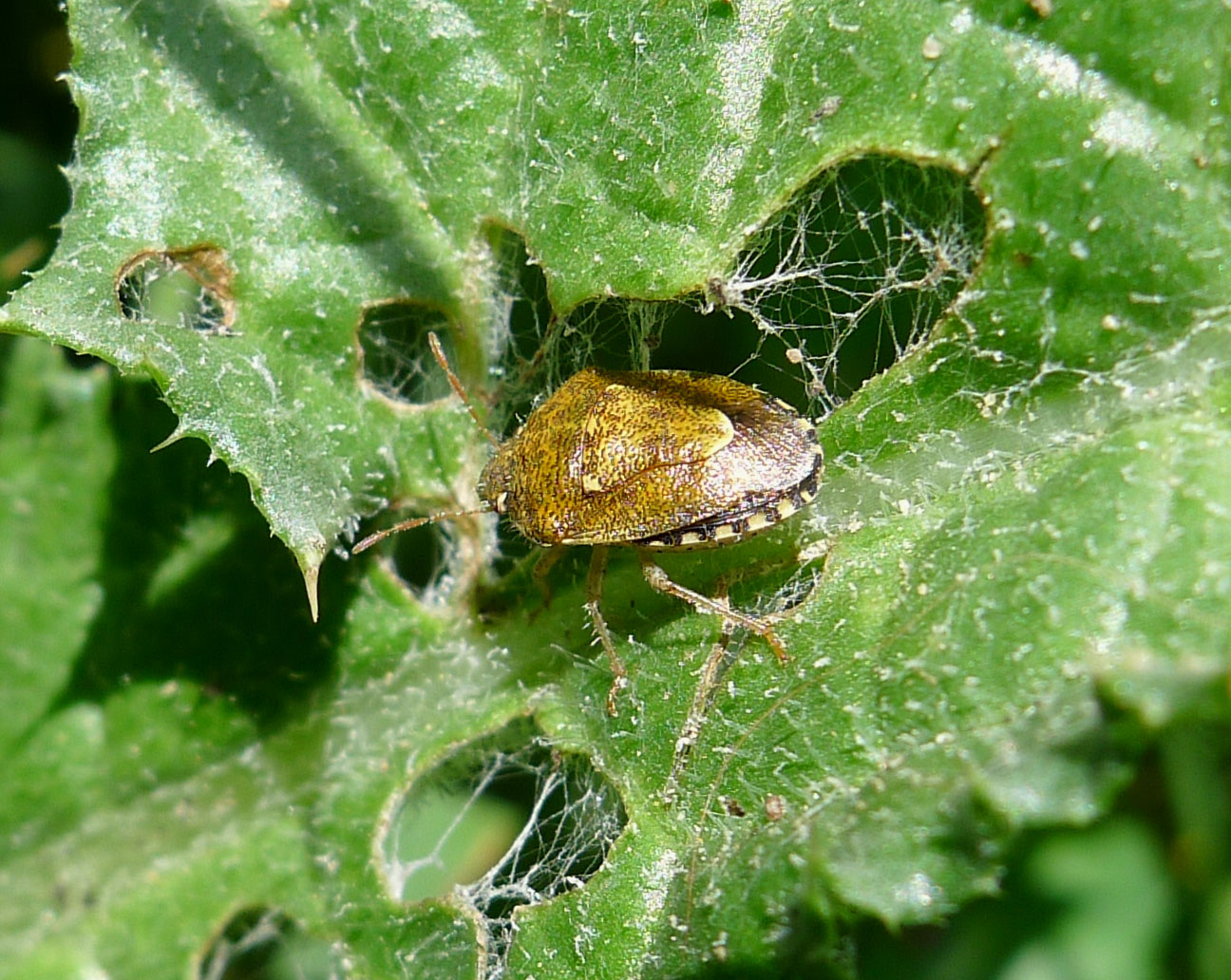
Kleine Sichelfleck-Baumwanze (Staria lunata)
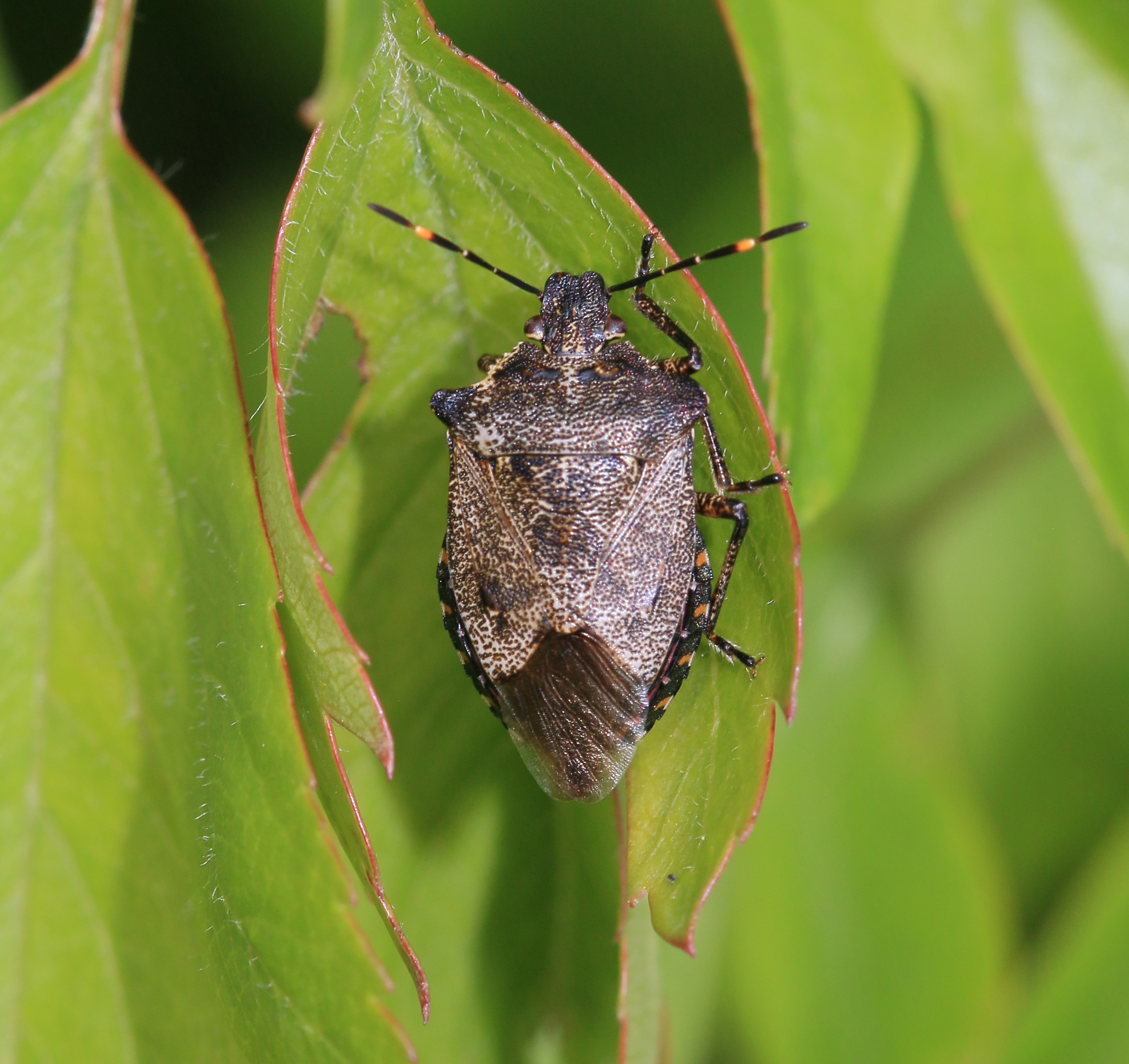
Spitzbauchwanze (Troilus luridus)
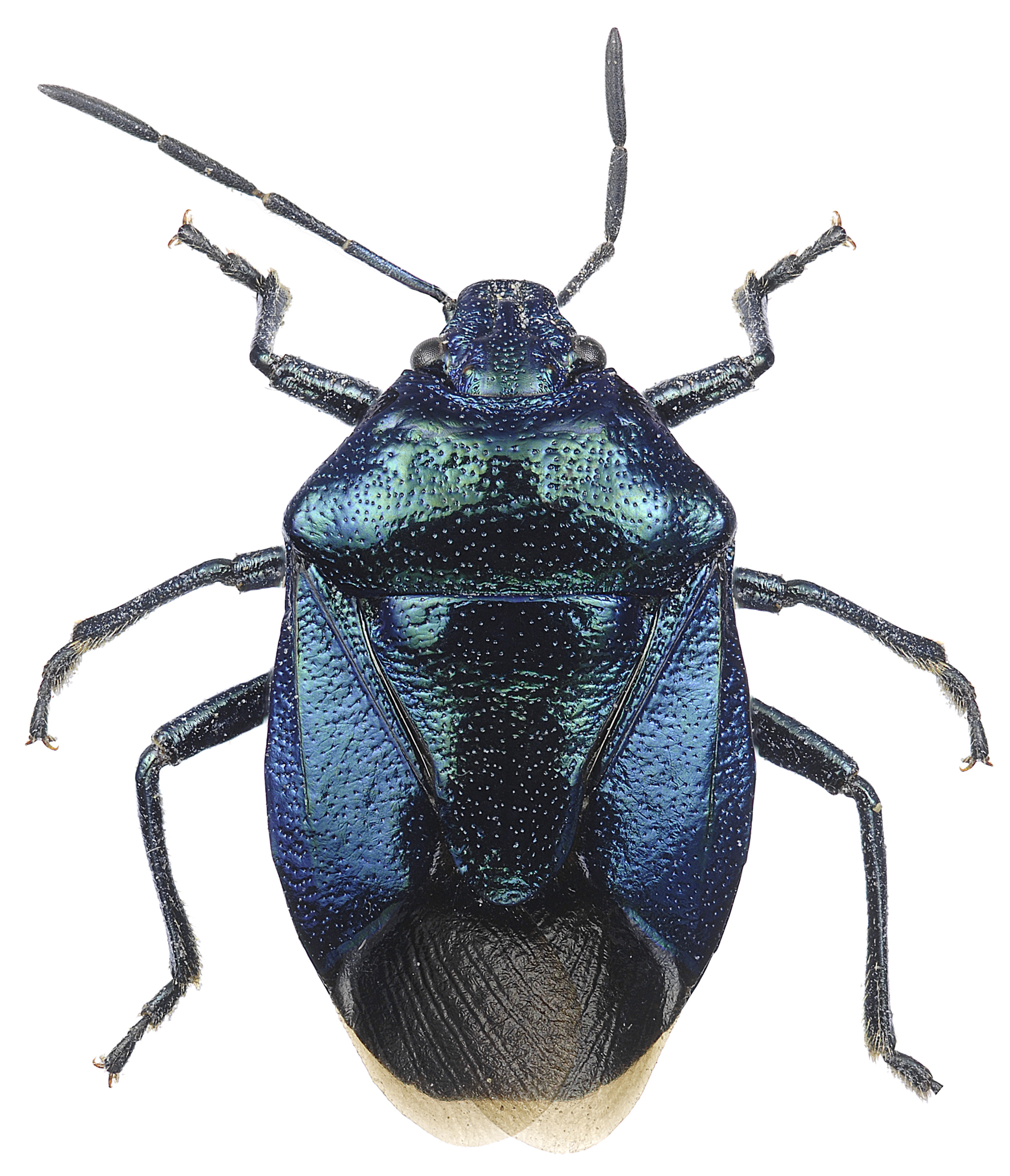
Blaugrüne Baumwanze (Zicrona caerulea)